# Forteresse de Luxembourg
La forteresse de Luxembourg fait référence aux anciennes fortifications de la ville de Luxembourg, la capitale du grand-duché de Luxembourg, qui furent pour la plupart démantelées en 1867. La forteresse était d'une grande importance stratégique pour le contrôle de la rive gauche du Rhin, la région historique des Pays-Bas et la zone frontalière entre la France et l'Allemagne.
Les fortifications ont été construites progressivement sur neuf siècles, à partir de l'époque suivant la fondation de la ville au Xe siècle jusqu'en 1867. À la fin de la Renaissance, le Luxembourg était déjà l'une des forteresses les plus puissantes d'Europe, mais c'est lors des périodes de grandes constructions aux XVIIe et XVIIIe siècles que sa redoutable réputation se forge. En raison de sa position stratégique, elle est impliquée dans les conflits européens des grandes puissances telles que les guerres d'Italie, la guerre des Réunions ou les guerres de la Révolution française, et a subi des changements de propriétaires, des sièges et des modifications majeures. Chaque nouvel occupant — les Bourguignons, les Français, les Habsbourgs autrichiens et espagnols et les Prussiens — a apporté ses propres améliorations et ajouts.
Le Luxembourg était fier de l'épithète historique flatteuse de « Gibraltar du Nord » en raison de son invincibilité présumée,. En 1443, elle n'avait été prise par surprise que par Philippe le Bon. En 1795, la ville, qui s'attend à une défaite imminente, craint pour les pillages et massacres à venir et de fait, se rend après un siège de sept mois de la part des Français. La capitulation du Luxembourg a permis à la France de prendre le contrôle des parties méridionales des Pays-Bas et de les annexer à son territoire.
La grande importance de la ville pour la frontière entre le Second Empire et la Confédération germanique conduisit à la crise luxembourgeoise de 1866, qui aboutit presque à une guerre entre la France et le royaume de Prusse sur la possession de la principale forteresse occidentale de la Confédération. Le traité de Londres de 1867 ordonne la démolition de la forteresse luxembourgeoise et à la neutralité perpétuelle du Luxembourg, signalant la fin de l'utilisation de la ville comme site militaire. Depuis lors, les restes des fortifications sont devenus une attraction touristique majeure pour la ville. En 1994, la forteresse demeure et les vieux quartiers de la ville sont inscrits au patrimoine mondial de l'Unesco.

## Historique

### De la fortification romaine au château médiéval
À l'époque romaine, deux routes traversaient le plateau au-dessus des rivières Alzette et Pétrusse, l'une reliant Arlon à Trèves et l'autre conduisant à Thionville. Une palissade circulaire en bois a été construite autour de ce passage, ce qui servait à protéger les agriculteurs de la région en cas de danger. Non loin de là, sur le rocher du Bock, se trouvait la petite fortification romaine Lucilinburhuc - ce nom a ensuite été transformé en Lützelburg, puis en Luxembourg,.
Après le départ des Romains, la fortification est tombée en ruine. En 963, Sigefroid issu de la Maison d'Ardenne acquit le terrain en échange de son territoire situé à Feulen, près d'Ettelbruck, à l'abbaye Saint-Maximin de Trèves. Sur le rocher du Bock, il construisit un petit château qui était relié au plateau par un pont-levis. Avec le temps, une colonie s'est développée sur le plateau. Chevaliers et soldats se sont installés ici sur le piton rocheux, tandis que des artisans et des commerçants s’installèrent dans la zone située en contrebas, créant ainsi une distinction sociale de longue date entre la ville haute et la ville basse. La colonie était devenue une ville au XIIe siècle, lorsqu'elle fut protégée par un mur d'enceinte adjacent à l'actuelle rue du Fossé. Au XIVe siècle, un deuxième mur d'enceinte a été construit, qui a également incorporé la terre du plateau de Rham (de). Une troisième enceinte a plus tard intégré la zone urbaine jusqu'à l'actuel boulevard Royal.

### Développement et utilisation comme forteresse

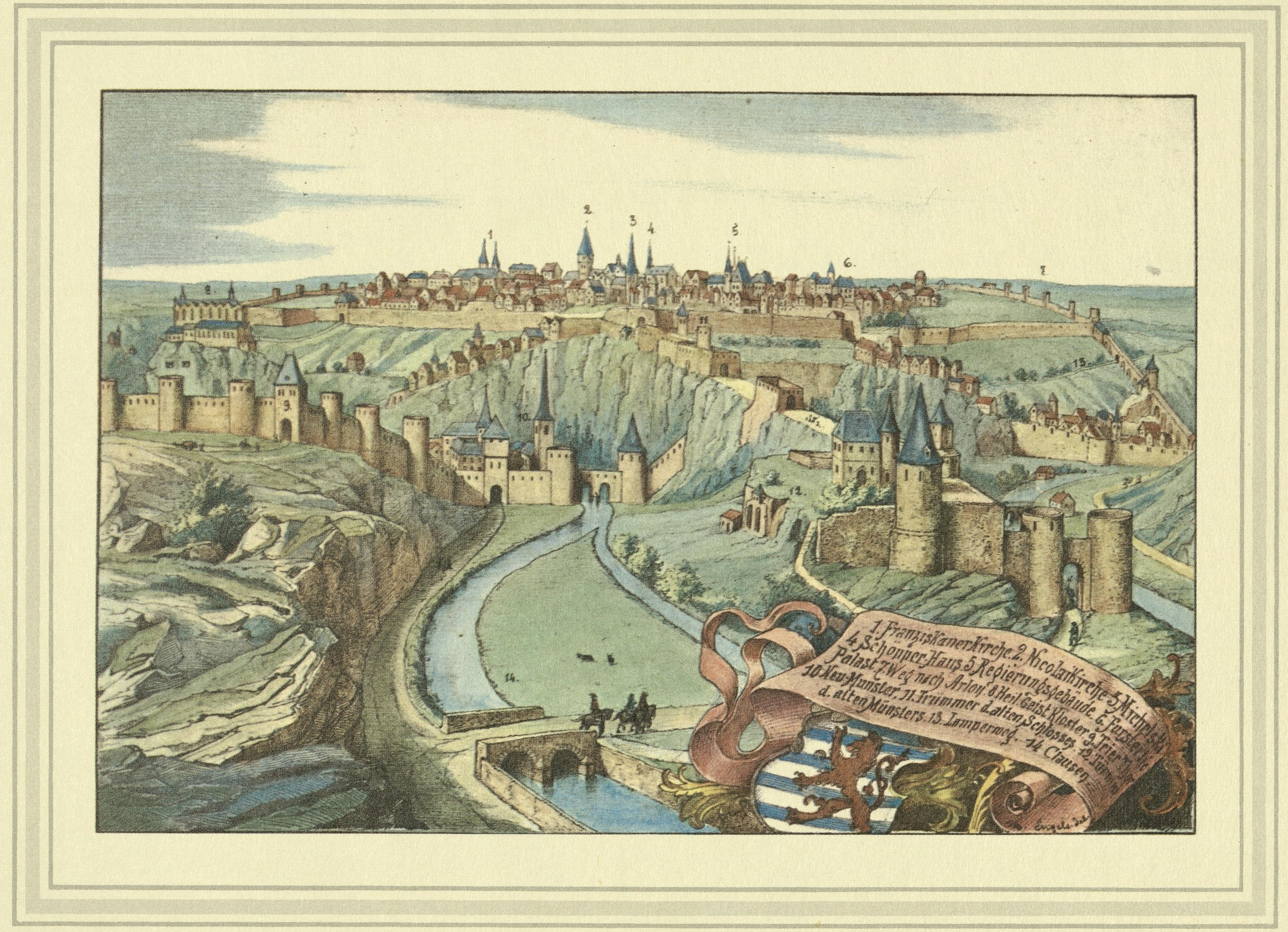
Luxembourg au XVIe siècle, gravure de Michel Engels, 1887.

Le renforcement des fortifications commencé en 1320 sous le règne de Jean Ier de Bohême, dit « Jean l'Aveugle », se poursuivit jusqu'à la fin du XIVe siècle. En 1443, Philippe le Bon et ses troupes bourguignonnes s'emparèrent de nuit de la ville. Cela marque le début d'une période d'occupation étrangère pour le duché de Luxembourg, qui était un comté jusqu'en 1354. Intégré aux Pays-Bas bourguignons, il sera tiraillé dans le duel entre Valois-Bourbons et Habsbourg au cours des siècles suivants, et a été gouverné par les Bourguignons, les Français et les Habsbourg d'Espagne et d'Autriche. Pendant ce temps, la forteresse a été continuellement agrandie et étendue, adaptée aux besoins militaires du moment. Les casemates, construites par les Espagnols et les Autrichiens, sont particulièrement remarquables.
Par mariage, la forteresse passa en 1477 aux Habsbourg autrichiens avec tous les biens bourguignons. En 1542, les troupes françaises de François Ier s'emparèrent de la forteresse, qui fut rapidement reprise par des troupes du Saint-Empire romain germanique. Vers 1545, des ingénieurs italiens et néerlandais sous les ordres de l'empereur du Saint-Empire romain Charles Quint ont construit les premiers bastions, reliés entre eux par des murs-rideaux, sur les actuels boulevard Franklin D. Roosevelt et boulevard Royal. Le fossé a été élargi de 13 à 31 mètres. Des ravelins ont également été ajoutés.

### Occupation espagnole
Plus tard, lorsque les Espagnols occupent la ville, la politique agressive du roi français Louis XIV à partir de 1670 conduit à la construction de fortifications supplémentaires. Avec une attaque française qui semblait imminente, l'ingénieur français au service de l'Espagne Jean-Charles de Landas, comte de Louvigny (es), construisit plusieurs tours fortifiées devant les glacis à partir de 1672, tels que les redoutes Peter, Louvigny, Marie et Berlaimont ; il a également construit la première caserne de la ville. Cela formait une deuxième ligne de défense autour de la ville. Louvigny envisageait également de construire des ouvrages de l'autre côté des vallées de la Pétrusse et de l'Alzette, mais les Espagnols ne disposaient pas des fonds nécessaires. Il avait toutefois prévu ce que feraient les Français après 1684.

### Extension sous Vauban
Après le siège de Louis XIV entre 1683 et 1684, les troupes françaises récupérèrent la forteresse sous le commandement du célèbre commandant et ingénieur militaire Sébastien Le Prestre de Vauban. Vauban entreprit immédiatement, de 1684 à 1688, un vaste projet de reconstruction et d'agrandissement des fortifications, faisant appel à plus de 3 000 hommes. Des fortifications avancées ont été placées sur les hauteurs autour de la ville : la couronne sur Niedergrünewald, l'ouvrage à cornes sur Obergrünewald, le « Cornichon de Verlorenkost », le Fort Bourbon et plusieurs redoutes. Il étendit considérablement l'emprise de l'armée sur l'espace urbain en intégrant le Pfaffenthal dans les défenses et de grandes casernes furent construites sur les plateaux du Rham et du Saint-Esprit. Après la guerre de la ligue d'Augsbourg et la paix de Ryswick, la forteresse passa sous contrôle espagnol à partir de 1698, puis passa de nouveau à l'administration française en 1701.

### Période autrichienne

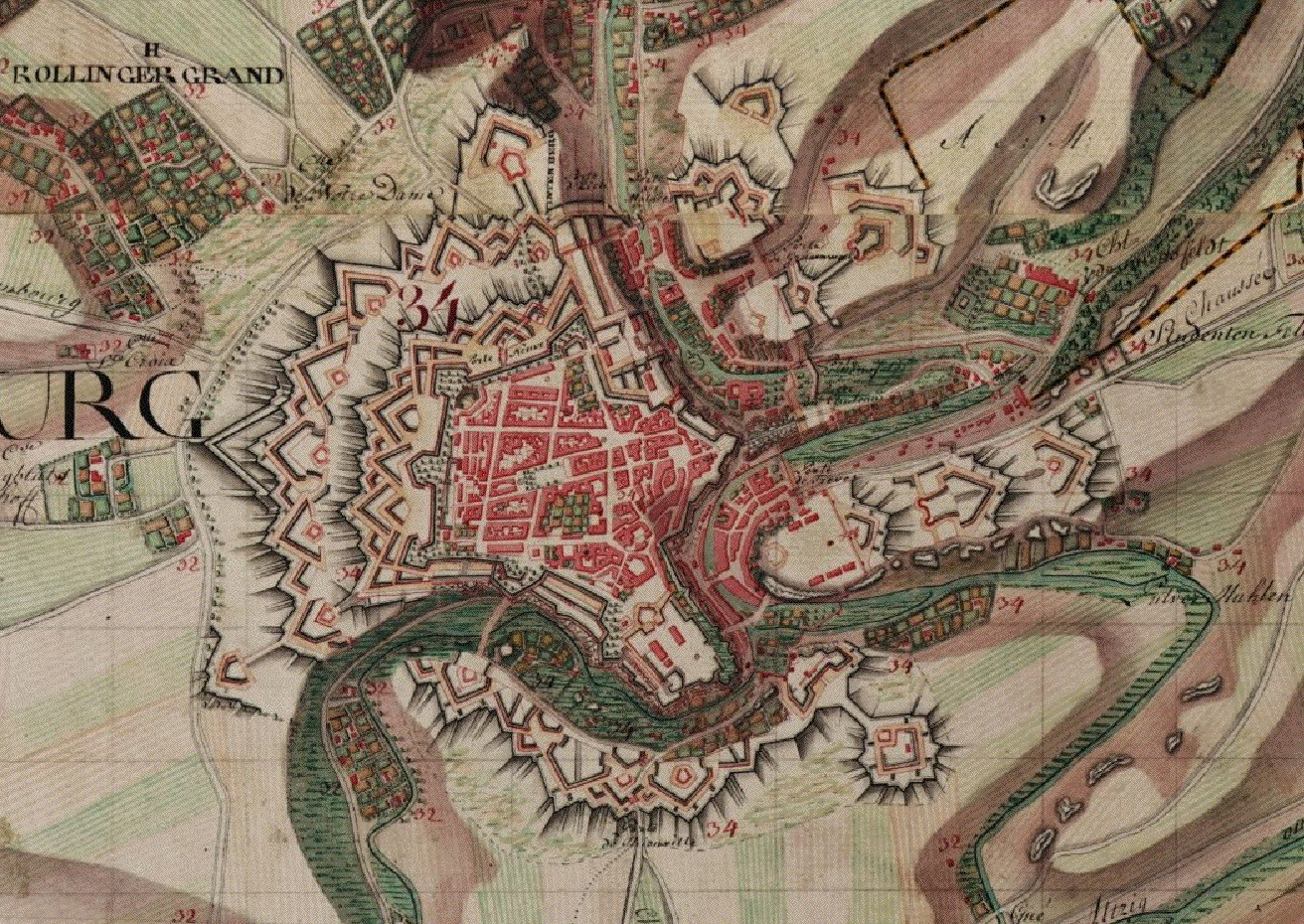
La forteresse en 1775, sur la carte de Ferraris.

Après le traité d'Utrecht en 1713, les Hollandais ont remplacé les Français pour deux ans, après quoi les troupes autrichiennes reviennent en 1715 pour y rester 80 ans. La forteresse de Luxembourg constitue désormais l'un des principaux piliers stratégiques de la défense des Pays-Bas autrichiens contre l'expansion française. Pour cette raison, les fortifications de Vauban ont été renforcées et étendues. C'était sous Charles VI et Marie-Thérèse que la forteresse s'étend le plus en superficie : les ingénieurs autrichiens y ajoutèrent des lunettes et plusieurs forts extérieurs (Olizy, Thüngen, Rubamprez, Rumigny, Neipperg, Wallis, Rheinsheim, Charles), fermèrent la vallée avec des écluses et creusèrent des casemates sous le rocher du Bock. La forteresse avait maintenant une triple ligne de défense de tous les côtés.

### Période française

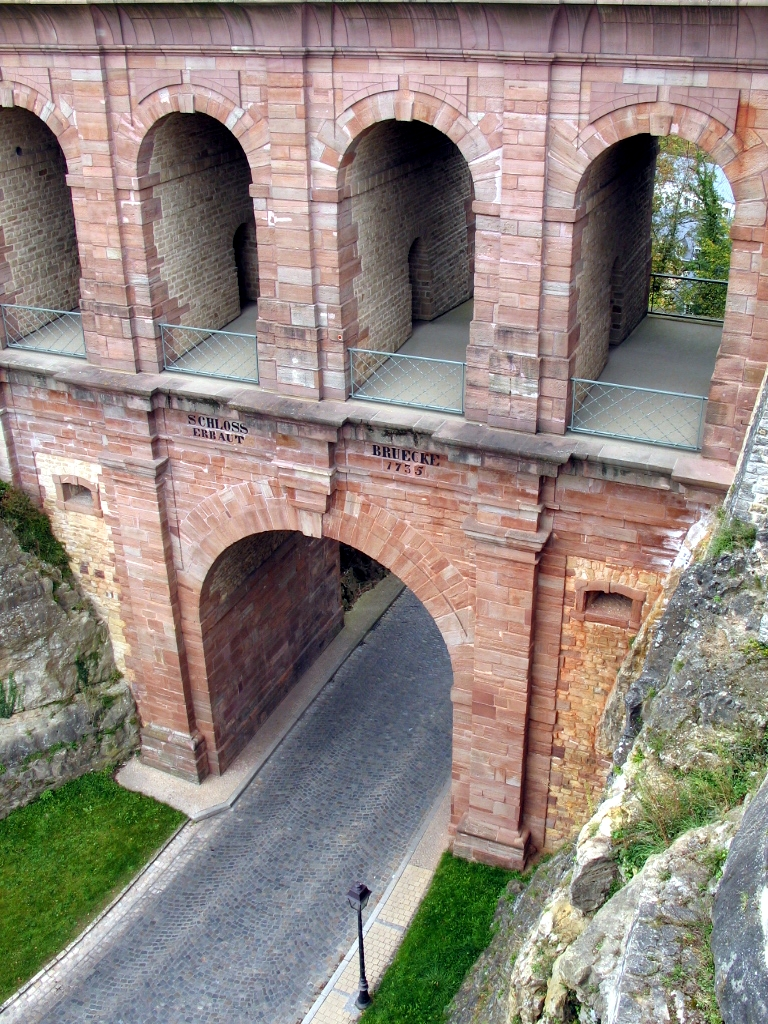
Pont du château, Luxembourg.

Lors de la seconde annexion française des états de Belgique, les forces françaises mettent le siège devant Luxembourg. Après un blocus de 11 mois, la ville est prise par les troupes de la Révolution française en 1795. Le duché de Luxembourg est à présent intégré au département des Forêts dans la République française, puis dans l'Empire français. 
Le 10 octobre 1802, le général Louis Antoine Vimeux est nommé gouverneur de la forteresse.
Après la retraite de Russie, la Grande Armée est défaite lors de la Campagne de France pendant laquelle les forces de la Sixième coalition libèrent la région. Le 15 janvier 1814, la forteresse de Luxembourg fut bloquée par les troupes de l’armée de Silésie dont les troupes hessoises du IVe corps fédéral allemand prirent la relève le 11 février. Après la défaite de Napoléon Bonaparte et l’installation d’un gouvernement provisoire à Paris, les forteresses françaises à la frontière de l’est capitulèrent petit à petit. A Luxembourg, c'est le 23 avril 1814, que le général d’infanterie autrichien Franz Josef Desfours reçoit la reddition française et le 3 mai 1814, la garnison quitte la forteresse et laisse la place aux troupes du prince Louis-Guillaume de Hesse-Hombourg. 

### Période «fédérale» et prussienne
En 1815, après la défaite finale de Napoléon Ier, le Congrès de Vienne élève le Luxembourg au rang de grand-duché, désormais gouverné en union personnelle par le roi des Pays-Bas, Guillaume Ier qui devient également le premier grand-duc de Luxembourg. Au même moment, le Luxembourg est devenu membre de la Confédération germanique et la forteresse luxembourgeoise est devenue une « forteresse fédérale ». À cet effet, le roi et le grand-duc néerlandais acceptèrent essentiellement de partager la responsabilité de la forteresse avec la Prusse, l'une des deux grandes puissances allemandes. Alors que le roi des Pays-Bas restait pleinement souverain, la Prusse avait le droit de nommer le gouverneur de la forteresse et la garnison serait composée d'un quart de soldats néerlandais et de trois quarts de soldats prussiens. En conséquence, jusqu'en 1867, environ 4 000 officiers, sous-officiers et hommes prussiens étaient en poste dans une communauté d'environ 10 000 habitants civils. La forteresse était déjà en garnison dans la Prusse depuis le 8 juillet 1814, avant le Congrès de Vienne. Les Prussiens modernisent les défenses existantes et ajoutent encore d'autres forts avancés, le fort Wedell et le fort Dumoulin. Il était même prévu de construire une quatrième ligne de défense, à plusieurs kilomètres de la ville, pour éloigner encore plus les attaquants potentiels. Ce projet n'a cependant jamais vu le jour.
Officiellement, la garnison prussienne au Luxembourg fonctionnait comme un instrument de la Confédération allemande. Pourtant, depuis que l'Autriche, l'autre puissance allemande, avait cédé ses biens dans les Pays-Bas, la Prusse avait assumé la défense des États de l'Allemagne occidentale et était en mesure de défendre ses propres intérêts géopolitiques ainsi que ceux de la Confédération. La chronologie de son occupation de la forteresse montre que la Prusse a avancé son propre agenda : elle a occupé la forteresse de Luxembourg à partir du 8 juillet 1814, avant que le Congrès de Vienne en ait fait une forteresse fédérale le 9 juin 1815, et même avant la création de la Confédération allemande. Ce n'est qu'après 11 ans de garnison prussienne que la Confédération a officiellement repris le contrôle de la forteresse le 13 mars 1826 et y restèrent jusqu'au 9 septembre 1867, un an après l'éclatement de la Confédération allemande. Que ce soit une forteresse fédérale ou non, le Luxembourg était « le rempart le plus occidental de la Prusse ».
Selon l'article 5 de la convention militaire signée à Francfort-sur-le-Main le 8 novembre 1816 entre les rois des Pays-Bas et de Prusse, la forteresse de Luxembourg devait être occupée par un quart de troupes néerlandaises et de trois quarts de troupes prussiennes. L'article 9 stipulait qu'en temps de paix, la garnison devait compter 6 000 hommes, même si elle était temporairement ramenée à 4 000 alors que les alliés occupaient la France. En pratique, le niveau de 6 000 hommes n'a jamais été atteint.
En fait, la garnison se composait exclusivement de troupes prussiennes : les Pays-Bas ne leur fournissaient jamais le quart de leur garnison. Plus tard, le traité luxembourgeois-prussien du 17 novembre 1856 donna à la Prusse le droit exclusif de placer des troupes en garnison au Luxembourg.

### Annexion belge du Luxembourg
En 1830, les provinces du sud du royaume uni des Pays-Bas se séparent pour former le royaume de Belgique. Au début de cette Révolution belge, la plupart des Luxembourgeois rejoignirent les rebelles et, de 1830 à 1839, la quasi-totalité du Luxembourg était administrée par la Belgique. La forteresse et la ville de Luxembourg, tenues par les troupes néerlandaises et prussiennes, étaient la seule partie du pays à rester fidèle au roi des Pays-Bas, Guillaume Ier, soutenue par un mouvement orangiste au sein de la population.
Dans le but de mettre fin à la guerre belgo-néerlandaise, une convention fut signée entre la Belgique et les Pays-Bas le 21 mai 1833 : la convention de Londres. Celle-ci se penchait également sur la « question du Luxembourg » en indiquant que la  Belgique avait l'exercice de la souveraineté dans les parties cédées au Grand-duché par le traité des XXVII articles du 15 novembre 1831. Lors de cette convention, la Belgique s'était toutefois engagée à s'abstenir de toute organisation militaire dans un cercle de deux lieues à partir des glacis, ceci ayant été formulé à l'occaison d'une déclaration échangée le 20 mai 1831, entre le général Charles Goethals et Louis-Guillaume de Hesse-Hombourg, gouverneur de la forteresse fédérale.
Le conflit fut résolu en 1839, lorsque le troisième traité de Londres scinda le Luxembourg en deux en accordant la partie occidentale du Luxembourg, de langues romanes, à la Belgique, soit l'actuelle province du Luxembourg, tandis que le reste, y compris la forteresse, est resté sous le contrôle du roi des Pays-Bas et forme le grand-duché actuel.

### Crise luxembourgeoise et démolition

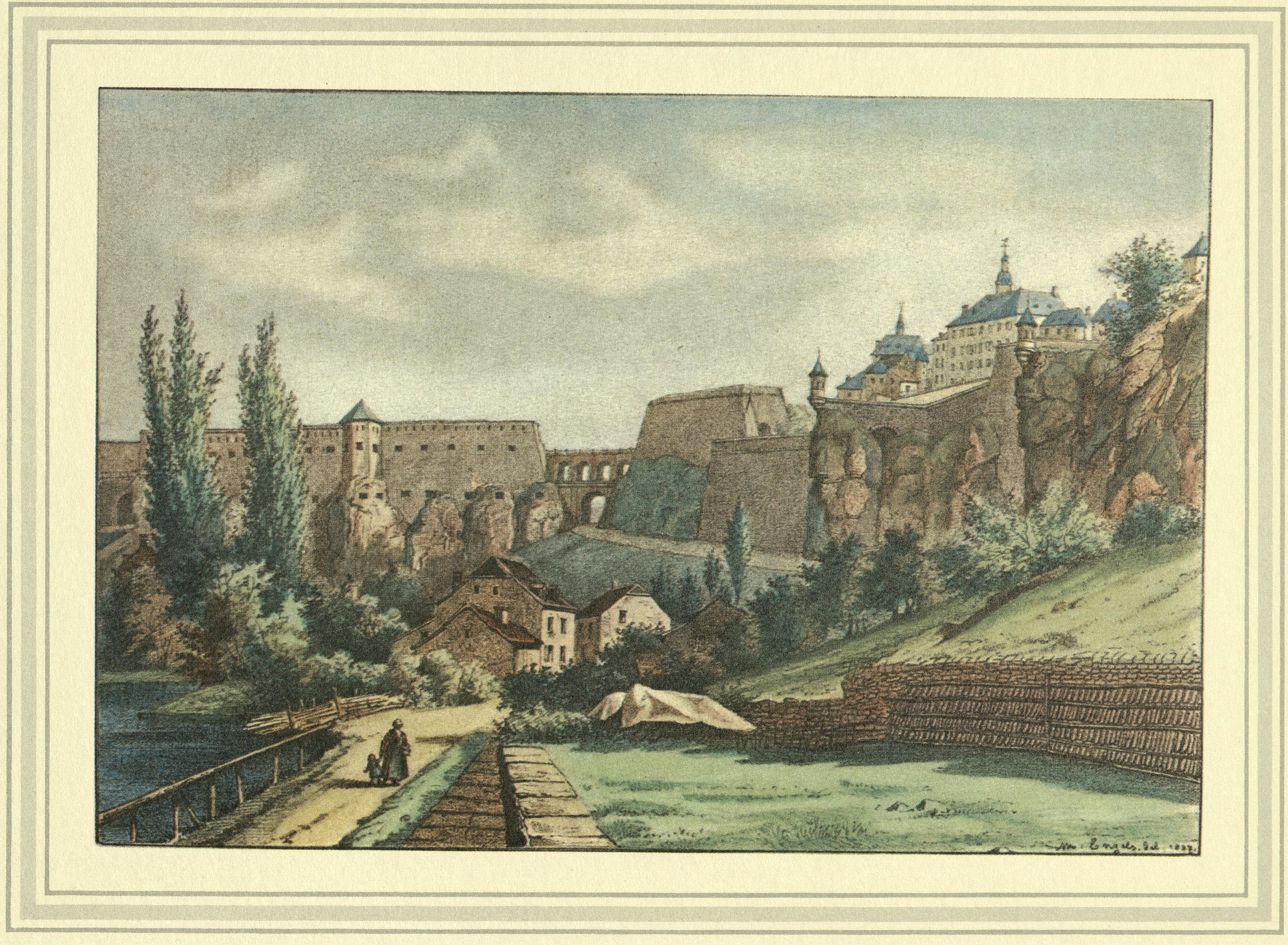
Le Bock et le pont du Château (Mohrfels), gravure de Michel Engels, 1887.

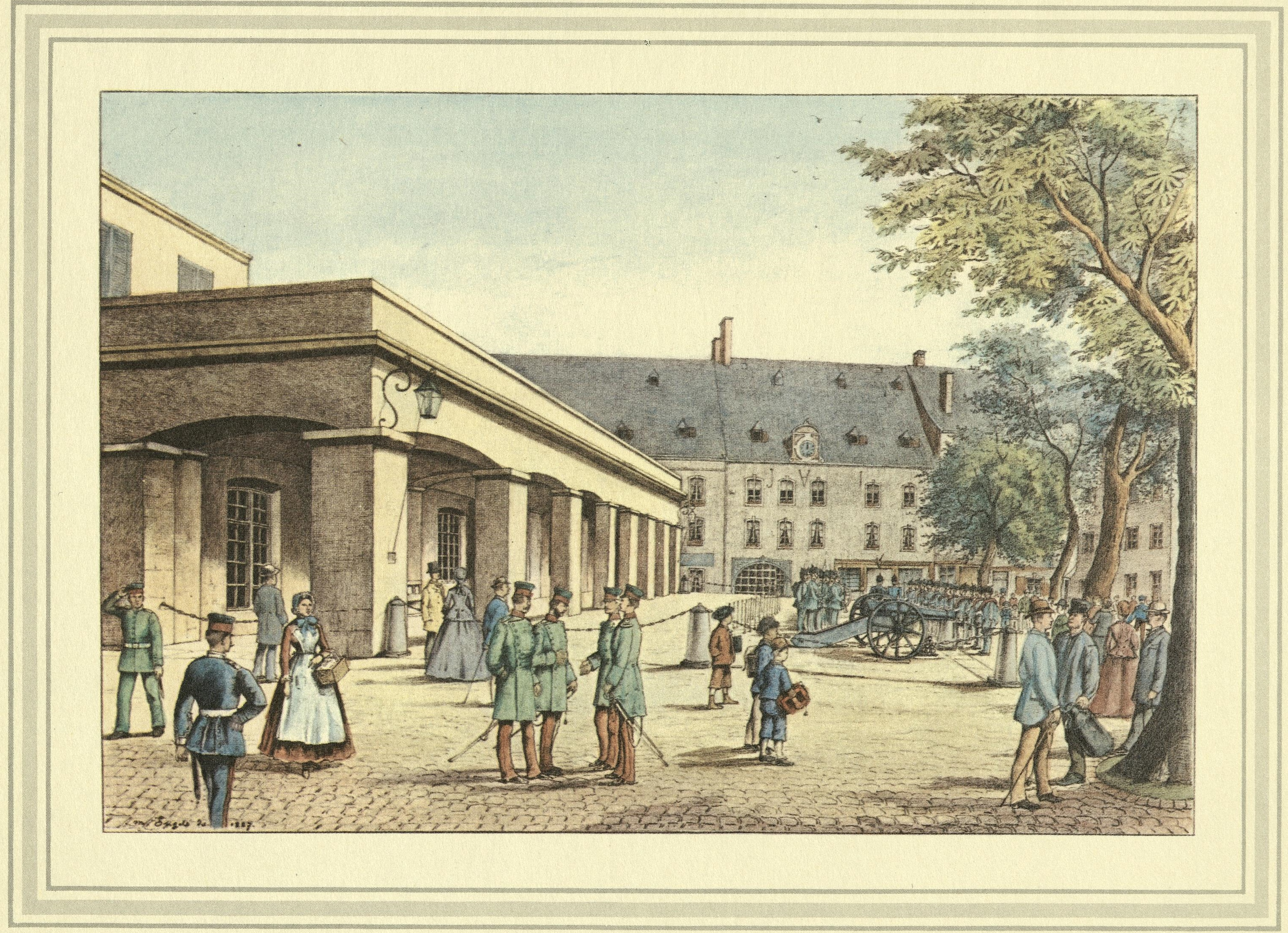
La garnison prussienne au corps de garde principal, gravure de Michel Engels (1851-1901).

Après la victoire prussienne durant la guerre austro-prussienne de 1866, la Confédération allemande est dissoute. À la place, sous la direction des Prussiens, fut fondée la Confédération de l'Allemagne du Nord, qui n'incluait pas le Luxembourg. Néanmoins, les troupes prussiennes sont restées dans la forteresse. Avant la guerre, le chancelier prussien Otto von Bismarck avait signalé au gouvernement français de Napoléon III que la Prusse ne s'opposerait pas à l'hégémonie française au Luxembourg, si la France restait en dehors du conflit entre la Prusse et l'Autriche, ce que Napoléon acceptait. Après la guerre, les Français offrirent au roi Guillaume III cinq millions de florins pour sa possession personnelle du Luxembourg, ce que le monarque hollandais à court d'argent accepta en mars 1867. Les objections prussiennes à ce qui était maintenant décrit comme un expansionnisme français provoquèrent la crise luxembourgeoise et une guerre entre les grandes puissances n'a été évitée que par la conférence de Londres et le deuxième traité de Londres. Le Luxembourg a été déclaré État neutre et a donc nécessité la démolition de la forteresse et le départ de la garnison prussienne dans un délai de trois mois. Les troupes prussiennes sont finalement parties le 9 septembre 1867.
En règle générale, il était habituel que des forteresses désaffectées deviennent la propriété des villes concernées. Au Luxembourg, toutefois, le désir de respecter le traité de Londres et la crainte d'être pris dans une future guerre franco-allemande ont amené le gouvernement à entreprendre le projet pour le compte de la ville. La vente du terrain de la forteresse financerait les coûts de démolition et de développement urbain de la ville. Une commission internationale inspecta les travaux de démolition en 1883, mettant en lumière le manque d'expérience du gouvernement en la matière. L'État devait décider entre « tout garder » et « tout raser ». Les ouvrages de défense militaire devaient être entrecoupés par des routes ; les vestiges militaires transformés en caves ou entrepôts devaient être détruits.

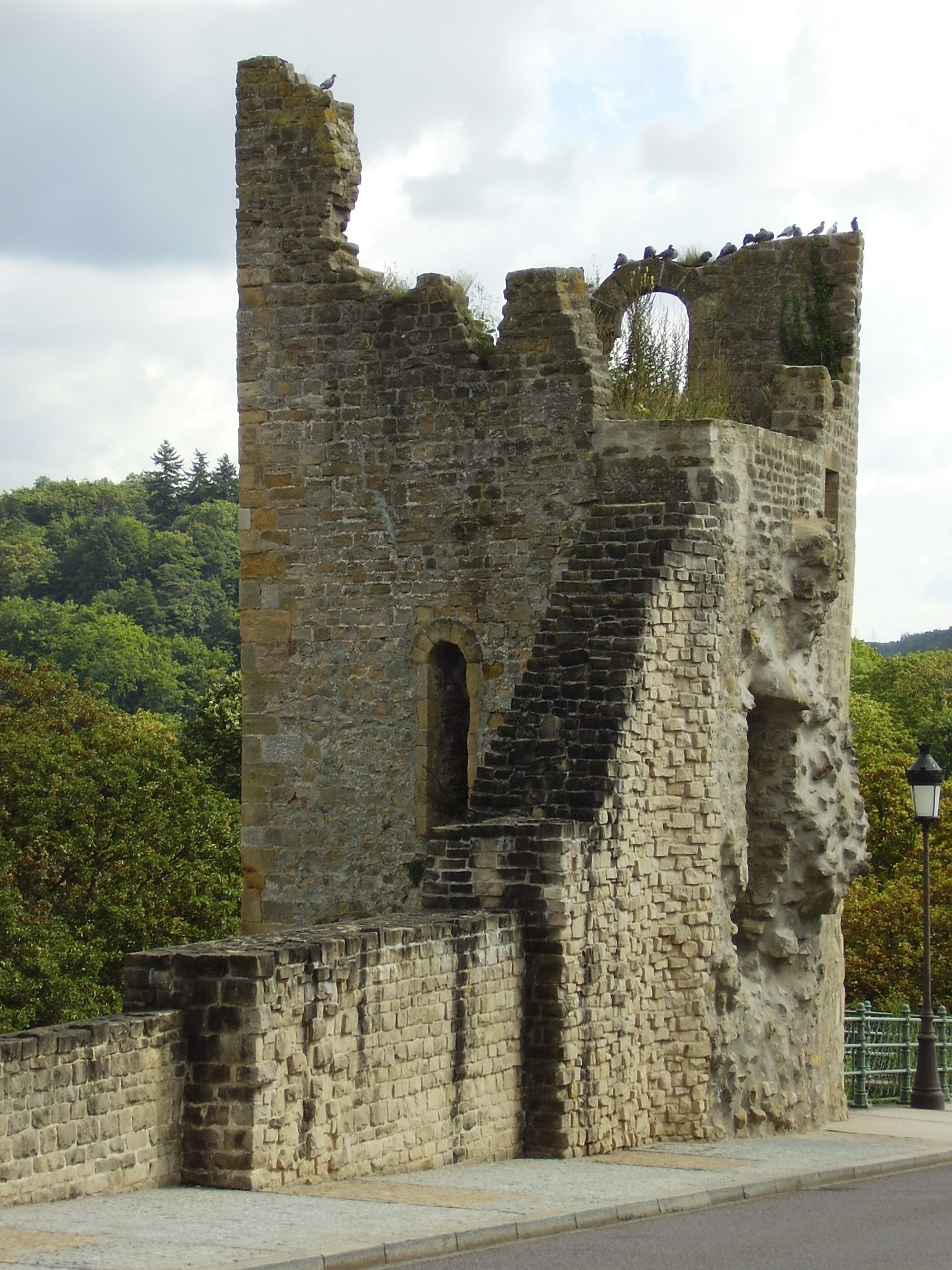
La dent creuse (Huelen Zant), les restes d'une des tours d'une porte de la forteresse, sur le rocher du Bock. Durant les travaux de démantèlement, après 1871, la tour n'a été que partiellement détruite et modifié pour ressembler aux ruines d'un château médiéval.

La démolition de la forteresse, avec ses casemates, ses batteries, sa caserne, etc., a duré 16 ans, de 1867 à 1883, pour un montant de 1,5 million de francs. Le processus était quelque peu chaotique : souvent des parties de la forteresse étaient simplement détruites, les matériaux utilisables avaient été emportés par les résidents locaux et le reste était recouvert de terre. Les préoccupations sociales n'étaient pas absentes de l'entreprise. Les anciennes casernes servaient de logement aux ouvriers employés aux travaux de démolition. Aucune qualification n'était requise pour participer à ces travaux : en période de ralentissement économique, des projets de démolition supplémentaires sur la forteresse ont procuré du travail aux chômeurs. Le démantèlement est devenu un spectacle grandiose et une célébration des nouvelles technologies et des projets ambitieux. Certains bâtiments ont toutefois été préservés pour les générations futures.
Le Luxembourg obtint la pleine indépendance en 1890 après la mort du roi Guillaume III. Sa fille Wilhelmine lui succède aux Pays-Bas, mais comme les lois de succession du Luxembourg n'autorisaient que les héritiers masculins, l'union personnelle prit fin. Les Luxembourgeois ont choisi le duc Adolphe, fils de Guillaume de Nassau, de la maison de Nassau-Weilburg, comme grand-duc.

### Expansion de la ville
Ce travail de démolition, qui pourrait être considéré aujourd'hui comme la destruction d'un monument historique, était alors considéré comme un acte de libération. La forteresse était le symbole très visible de la domination étrangère et, en outre, les différents maîtres de la forteresse interdisaient la construction de nouvelles maisons, afin de ne pas influencer la stratégie militaire défensive au cœur de la forteresse. Après la disparition du corset des fortifications, la ville pourrait se développer pour la première fois depuis le XIVe siècle. À l'ouest, le boulevard Royal a été construit, adjacent au parc municipal. Au sud, le nouveau pont Adolphe ouvre le développement du plateau Bourbons avec son avenue de la Liberté. Ici, un mélange harmonieux de maisons, d'édifices imposants (la Banque et caisse d'épargne de l'État, l'immeuble ARBED, la gare de Luxembourg) et des places telles que la place de Paris ont été construits.
De plus, les quartiers résidentiels de Limpertsberg et de Belair ont été créés.

## Composition

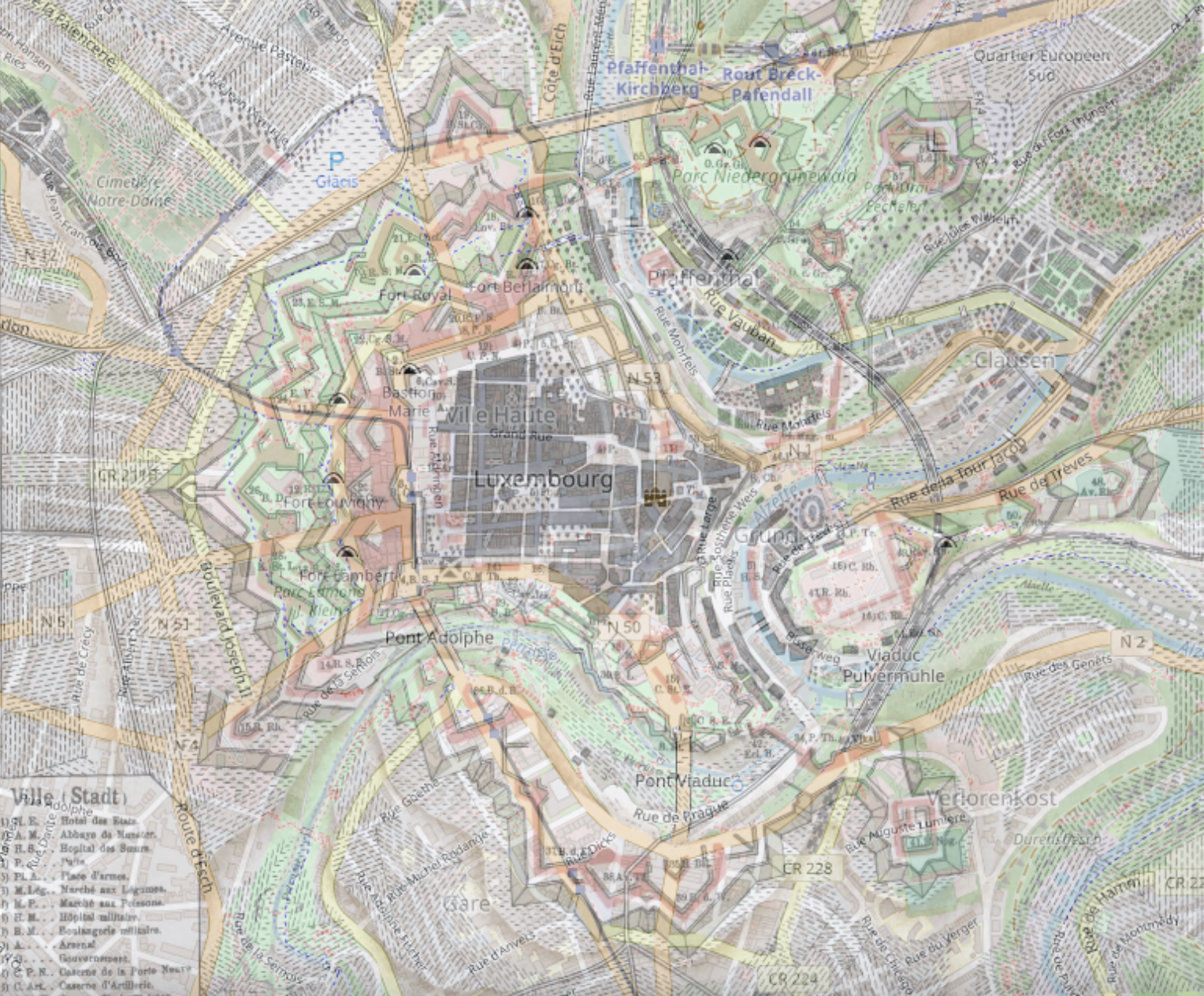
Superposition d'une carte de la forteresse en 1794 sur un plan de la ville au XXI.

Dans sa forme finale, la forteresse de Luxembourg consistait en trois murailles, occupant environ 180 hectares à une époque où la ville ne couvrait que 120 hectares. À l'intérieur, il y avait un grand nombre de bastions, avec 15 forts au centre et neuf autres à l'extérieur. Un ensemble de 23 km de passages souterrains (casemates) connectait plus de 40 000 m2 d'espaces à l'épreuve des bombes. L'épithète « Gibraltar du Nord » comparait la ville fortifiée au rocher imprenable de Gibraltar. La forteresse de Luxembourg n'a en fait jamais été prise de force : en 1443, Philippe le Bon l'avait prise sans opposition, en l'assiégeant, entraînant la famine.
L'état de la forteresse en 1867 était le suivant :
| Front de Grünewald - Ouvrages internes: - Fort Berlaimont - Batterie Chanclos - Batterie 3 Pigeons - Bastion du gouvernement - Bastion du château - Batterie Altmünster - Ouvrages externes - Fort Niedergrünewald - Fort Obergrünewald - Batterie Weimershof - Tour Malakoff - Ouvrages isolés - Fort Olizy - Fort Thüngen - Fort Parkhöhe | Front de Trèves - Ouvrages internes - fortifications du Bock - Batterie Altmünster - Citadelle du Saint-Esprit - Ouvrages externes - fortifications du Rham - Redoute Beamont - Ouvrages isolés - Fort Parkhöhe - Fort Dumoulin - Fort Rubamprez - Fort Rumigny | Front de Thionville - Ouvrages internes - Citadelle du Saint-Esprit - Bastion Louis - Bastion Beck - Bastion Jost - Ouvrages externes - Fort Verlorenkost - Batterie ferroviaire - Fort Wallis - Fort Bourbon - Surplomb de Thionville - Fort Elisabeth - Fort Peter - Ouvrages isolés - Fort Neipperg - Fort Wedell - Fort Rheinsheim | Front de Longwy - Ouvrages internes - Bastion Jost - Bastion Camus - Bastion Marie - fortifications de la porte-neuve - Bastion Berlaimont - Ouvrages externes - Fort Peter - Batterie Lampert - Fort Lampert - Fort Louvigny - Fort Vauban - Fort Marie - Fort Royal - Ravelins I–VI - Ouvrages isolés - Fort Rheinsheim - Fort Daun - Fort Charles - Redoute Marlborough |

### Utilisation des terres

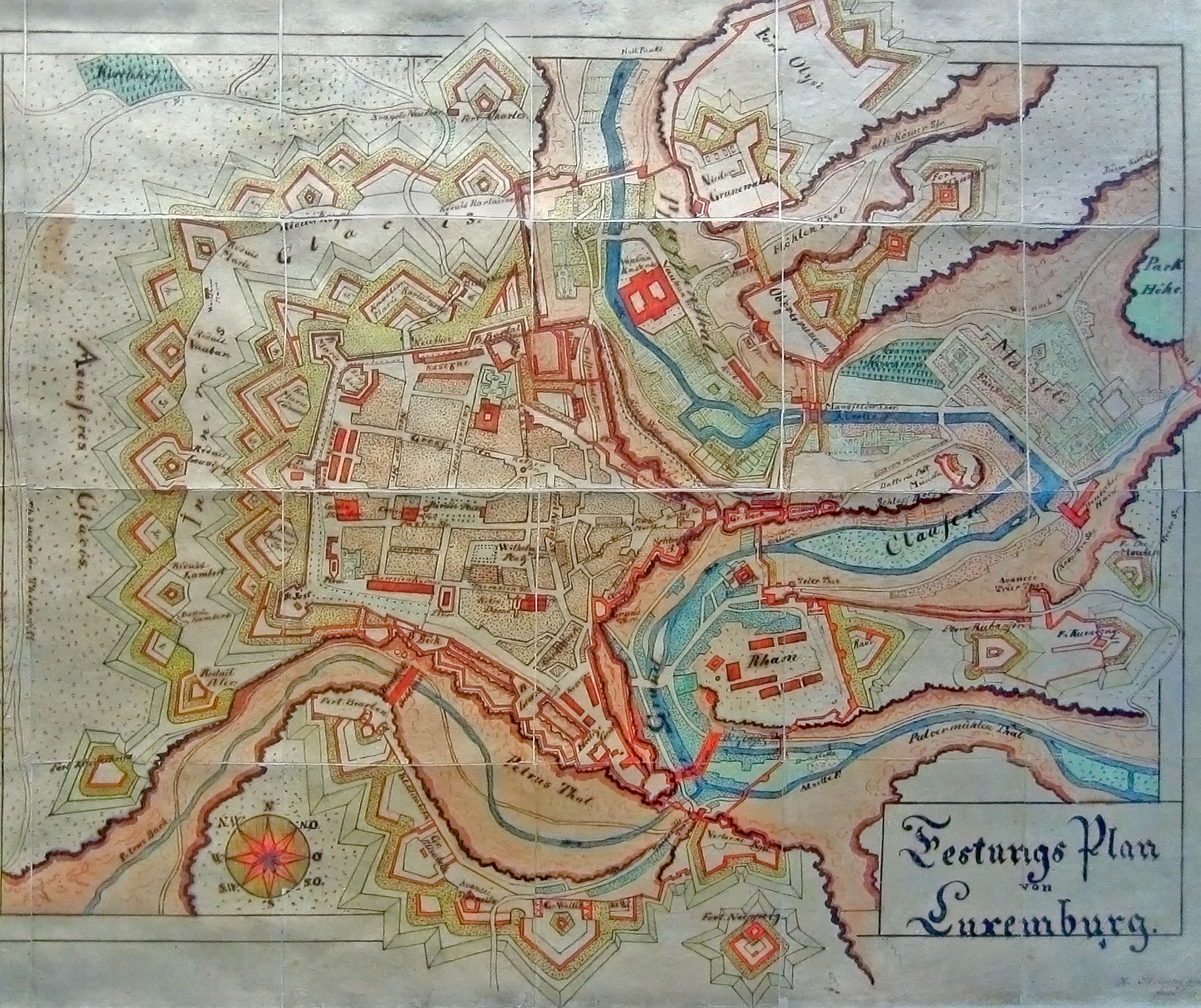
Carte de la forteresse (Musée d'histoire militaire de Dresde).

Au Moyen Âge, Luxembourg était une ville relativement ouverte, avec un accès facile par 23 portes. Les remparts délimitaient l'espace urbain mais permettaient à la fois aux personnes et aux biens de circuler librement entre la ville et la campagne. Cela a radicalement changé depuis le milieu du XVIe siècle, lorsque les fortifications isolaient la ville des environs.
Les bâtiments de défense, répartis sur une grande distance, rendaient l'accès à la ville de plus en plus difficile : la forteresse devint une camisole de force pour ses habitants. Aux XVIe et XVIIe siècles, les lacunes des anciennes défenses médiévales ont été comblées. La porte de Marie a été enterrée sous le bastion Marie en 1548. Les portes de Lampert, Orvis, Beckerich et Jost ont disparu au début du XVIIe siècle sous les bastions de Berlaimont, Louis, Beck et Jost. La logique militaire derrière le besoin d'une forteresse inaccessible contrastait avec celle en faveur d'une ville marchande ouverte sur l'extérieur. La fermeture de la porte des Juifs en 1644, principal accès de la ville par l'ouest, qui avait facilité les échanges commerciaux avec les Pays-Bas, fut une date clé dans ce processus. La circulation était obligée de contourner la plaine et d'entrer par la nouvelle porte (Porte-Neuve) construite de 1626 à 1636. Un voyageur en provenance de France devait maintenant descendre dans le Grund et traverser le marché-aux-poissons en passant par plusieurs portes.
Le gouvernement espagnol a pleinement reconnu que le fait de sceller la ville étoufferait l'économie et entraînerait le dépeuplement à un moment où un grand nombre de civils seraient nécessaires pour assurer l'approvisionnement et le logement des troupes. En 1671, Louvigny élabora les plans d'une nouvelle porte sur la rue Philippe et d'un pont sur la vallée de la Pétrusse, ce qui aurait entraîné une augmentation considérable du commerce et des transports. Cependant, les plans n’ont jamais été réalisés, probablement par manque de fonds.
La forteresse a également fini par être encerclée par une sorte de no man's land : les Autrichiens ont créé un périmètre de sécurité en 1749, à l'intérieur duquel aucune construction permanente n'était autorisée. C'était dans le but de garder un champ de tir dégagé, de garder la vue dégagée et de ne pas couvrir les attaquants. Sous les Prussiens, le périmètre a été étendu à 979 m des lignes de fortification extérieures. La première gare ferroviaire du Luxembourg, construite en 1859 sur le plateau Bourbon, se situait à l'intérieur du périmètre et devait donc être construite en bois.
La croissance de la forteresse a également entraîné la perte de terres agricoles : dès le Moyen Âge, des jardins, des vergers, des champs et des prairies avaient formé une ceinture verte autour de la ville, qui disparaissait progressivement pour laisser place à des fortifications. Cependant, la population urbaine dépendait de cette région pour l'approvisionnement en légumes, fruits et fourrages de la ville. L'engloutissement des champs agricoles s'est accéléré lorsque les Autrichiens ont étendu le Glacis. Le commandant Neipperg a fait enlever la terre jusqu'au rocher, à 600 m de la forteresse, de sorte que les assaillants assiégés n'auraient aucune possibilité de creuser des tranchées. Le désert rocheux qui entourait la ville s'appelait désormais champs pelés. Les expropriations de terres étaient souvent exécutées sans discussion : l'armée invoquait la menace de guerre et l'état d'urgence, saisissant des parcelles de terre sans aucune compensation. En 1744, la garnison confisqua un terrain proche de la porte d'Eich afin d'étendre les défenses. Cette terre et son jardin de 48 arbres fruitiers appartenaient à trois sœurs orphelines de 9, 15 et 20 ans pour qui le verger était le seul moyen de subsistance. La confiscation les a plongés dans le dénuement : lorsque les soldats ont abattu les arbres et que les filles ont au moins tenté de ramasser le bois de chauffage, elles ont été chassées.
Ce n'est qu'à la fin du XVIIIe siècle que les autorités ont changé d'attitude : le gouvernement bruxellois a décidé de verser une indemnité pour les biens confisqués. Les Autrichiens ont commencé à compenser les injustices des décennies précédentes en versant des indemnités à ceux qui avaient été expropriés ou à leurs descendants.

## Règle militaire
Entrer ou sortir de la ville signifiait passer sous l'œil vigilant des soldats en service de garde. Au crépuscule, les portes seraient fermées pour ne pas être rouvertes avant le lever du soleil. La peur d’une attaque n’était pas la seule raison de fermer les portes la nuit. En fait, pendant de longues périodes, en particulier à la fin du XVIIIe siècle, il y avait peu de chance d'être attaqué. Même en période de bonnes relations avec les Français, les portes étaient fermées : les autorités militaires craignaient avant tout que leurs troupes ne désertent. C’était un fléau constant pour l’armée autrichienne, comme pour toutes les garnisons de l'époque moderne. Chaque année, un dixième des troupes serait perdu pour cause de désertion, s’échappant souvent sous le couvert de la nuit. En 1765, des barbelés sont placés sur les remparts, ce qui rend les échappées nocturnes plus difficiles. Paradoxalement, la fermeture de la porte a consisté davantage à garder la garnison à l'intérieur qu'à protéger la ville elle-même. Cependant, ceux qui se trouvaient encore hors des murs devraient se dépêcher de rentrer chez eux s'ils entendaient le Zapestreech — annonçant la fermeture imminente du portail — s’ils voulaient éviter d’être enfermés pour la nuit. La légende luxembourgeoise de Saint-Nicolas fait référence à cela.

### Conditions de vie et relations entre garnison et habitants

#### Logement chez des civils

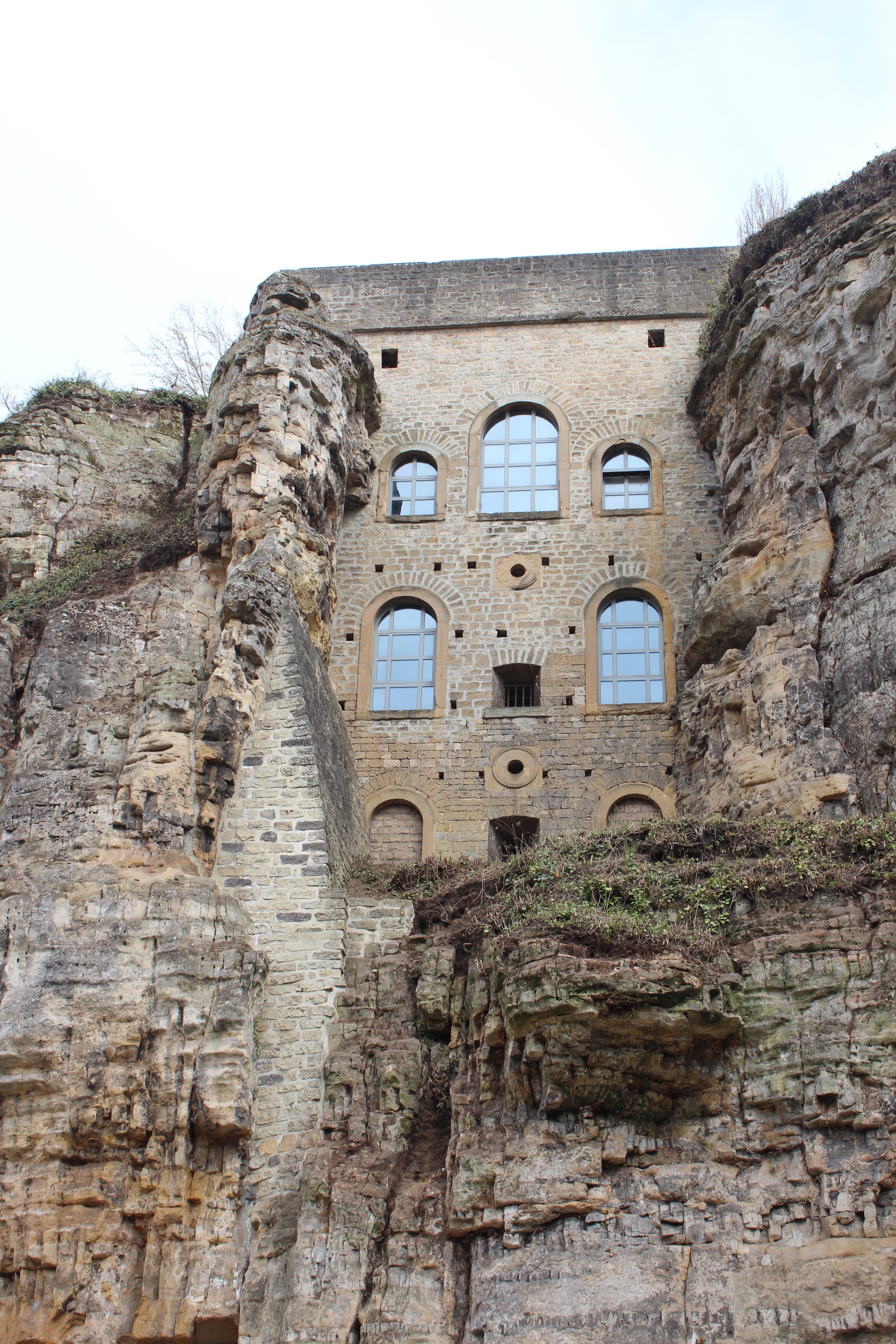
Batterie dans une falaise du plateau du Rham.

En 1787, les citoyens luxembourgeois déclarèrent dans une pétition qu'ils avaient « le triste privilège de vivre dans une forteresse, un privilège qui est indissociable du logement des soldats ». La vie dans une ville fortifiée présentait de graves inconvénients : les remparts imposaient de sérieuses limites à l'espace disponible alors que les habitants devaient partager cette petite zone avec un grand nombre de soldats. Plus on remonte dans l’histoire, plus il est difficile de localiser le nombre exact d’habitants et de soldats en garnison.
Pour la période espagnole, en 1684, le prince de Chimay comptait 2 600 soldats (1 700 fantassins et 900 cavaliers). La population militaire ne se limitait pas aux troupes : de nombreux soldats et officiers avaient également des épouses et des enfants. En 1655, dans la seule ville haute, un tiers des 660 soldats étaient mariés et environ la moitié de ces familles avaient des enfants. Il y avait aussi les domestiques employés par les officiers. La population militaire totale de la ville haute était donc de 1 170, soit près du double du nombre de soldats.
Sous l'occupation autrichienne, quelque 2 700 soldats étaient postés dans la forteresse en 1722, contre 4 400 en 1741 et 3 700 en 1790. En temps de crise ou de guerre, la garnison pouvait être considérablement accrue, comme en 1727-1732 alors que les Autrichiens craignaient une attaque française et 10 000 soldats sont postés à l'intérieur de la forteresse ou dans des camps aux alentours (alors que la population civile ne compte que 8 000 personnes). Au XIXe siècle, il y avait 4 000 troupes prussiennes en garnison dans une ville d'environ 10 000 à 13 000 habitants.
Tous devaient être logés quelque part. Jusqu'en 1672, année de la construction de la première caserne, tous les officiers, soldats, femmes et enfants, vivaient avec les habitants civils, ce qui entraînait une surpopulation drastique. En 1679, un magistrat a noté qu'il n'y avait que 290 maisons dans la ville, la plupart d'entre elles étant minuscules, appartenant à des artisans pauvres et des familles nombreuses. Ces personnes, qui gagnaient à peine leur vie d’une semaine à l’autre, n’avaient pas assez de lits pour dormir, sans parler du logement d’un grand nombre de soldats « entassés les uns sur les autres, subissant de visu la pauvreté et la misère de leurs propriétaires ». Les listes de billets de l'armée donnent une idée des conditions dans lesquelles coexistaient troupes et civils : le boucher Jacques Nehr (répertorié en 1681) avait une femme et cinq enfants. Une pièce au premier étage de sa maison contenait deux sergents mariés et trois enfants. Une seconde pièce abritait un soldat marié avec son enfant, deux artilleurs et un fantassin. Un dragon a vécu au-dessus des écuries. Ce ne fut pas un cas isolé, et l'échevin a à plusieurs reprises protesté auprès du gouvernement au sujet des conditions de vie intolérables.
Le fait de vivre avec une telle promiscuité a provoqué de nombreuses frictions entre soldats et résidents. En 1679, un magistrat se plaignit que les citoyens devaient donner « trois, quatre, cinq ou six lits, ainsi que du linge et des couvertures » à « des soldats le plus souvent violents, ivres et difficiles qui les maltraitaient [...] ont volé leurs draps et leurs meubles et les ont chassés de chez eux ». Les soldats voyous rentraient chez eux ivres la nuit, laissant les portes de la maison ouvertes et étant bruyants. Les troupes espagnoles étaient apparemment particulièrement indisciplinées. Lors de l'introduction du logement dans les casernes, la discipline s'est considérablement améliorée, même si les conflits avec les résidents n'ont pas complètement disparus. Au XVIIIe siècle, il existait encore des officiers autrichiens qui s'étaient installés dans des pièces plus spacieuses que celles qui leur avaient été attribuées. D'autres amenaient des filles de mauvaise réputation à leur domicile la nuit, à l'alarme de leurs propriétaires civils.
Cela était d'autant plus vexant que, sous les Espagnols et les Autrichiens, les habitants de la ville ne recevaient aucune compensation pour tout cela : ils devaient fournir un logement gratuit aux soldats. Le gouvernement a affirmé que, puisque la présence de la garnison était une activité commerciale avantageuse pour les marchands et les artisans de la ville, il était juste que les citoyens contribuent en hébergeant les troupes. Le fardeau du cantonnement des troupes n’a pas non plus été partagé équitablement, de quelque manière que ce soit : il y avait de nombreuses exceptions, reflétant l’inégalité sociale de la société de l’Ancien Régime. Les justiciers, les échevins, les avocats, les membres du conseil provincial et la noblesse étaient exemptés. Les magistrats ont affecté des soldats dans des maisons et, à cet effet, ont dressé des listes avec des descriptions très détaillées de l'intérieur des maisons. Les abus de pouvoir ne pouvaient être empêchés : il était notoire que les autorités avaient affecté un nombre excessif de soldats aux maisons de résidents impliqués dans des conflits avec la ville. Les citoyens ont essayé de se dérober à ces obligations en ne gardant pas délibérément toutes les pièces de leur maison habitées ; les habitants les plus riches ont pu éviter de prendre des soldats en payant leur sortie.

#### Introduction de la caserne

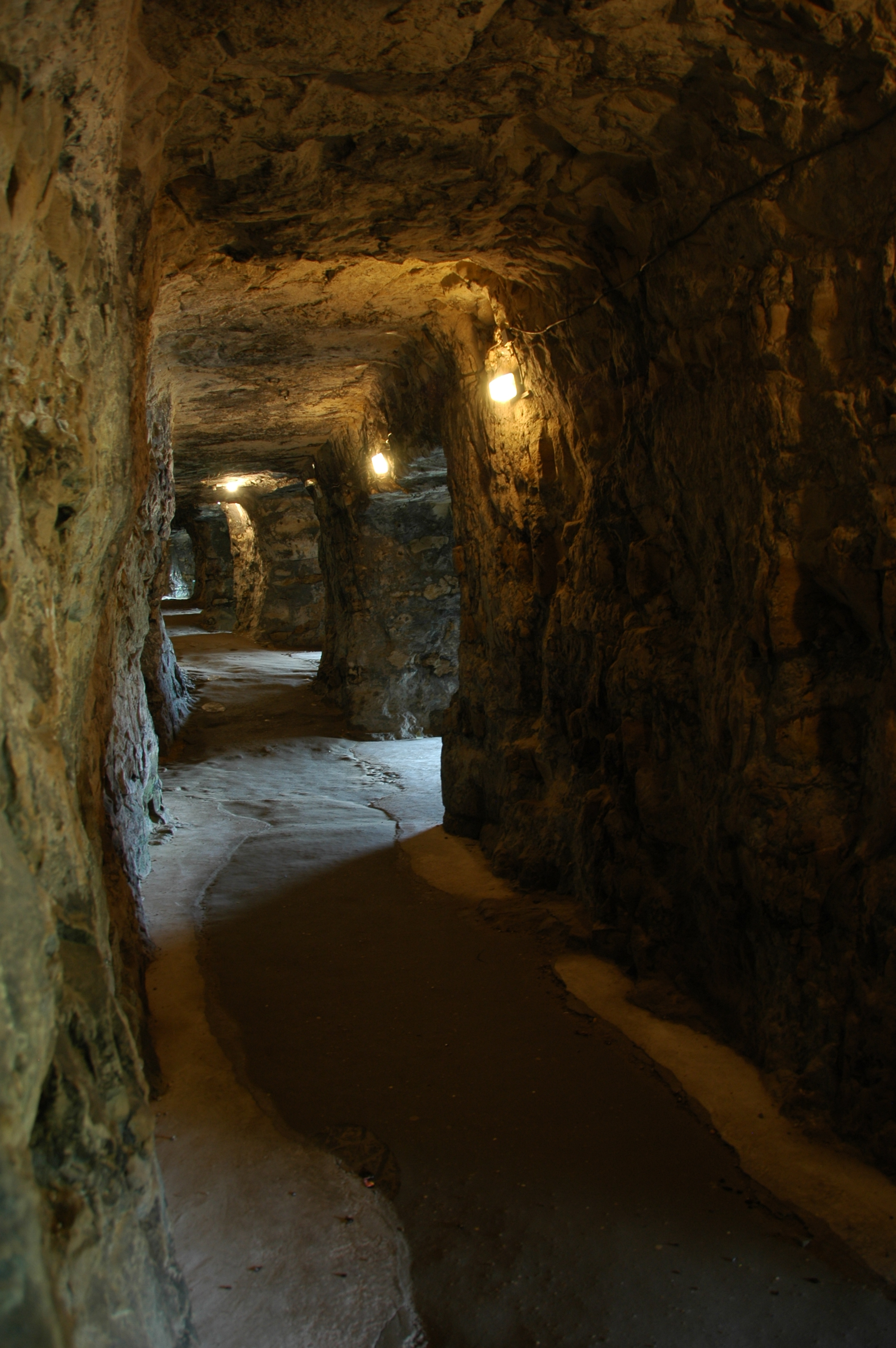
Casemates sous le rocher du Bock.

Des logements militaires construits à cet effet ont été construits à Luxembourg à partir de 1672, avec les casernes de Piquet et de Porte-Neuve, ainsi que des cabanes sur les plateaux du Rham et du Saint-Esprit. Les casernes ont été agrandies et multipliées par Vauban après 1684, et par les Autrichiens et les Prussiens au cours des deux siècles suivants. En 1774, les six casernes abritaient 7 900 hommes, tandis que l'hôpital militaire de Pfaffenthal pouvait accueillir 200 hommes supplémentaires. À partir de la fin du XVIIe siècle, la présence des troupes dans les casernes devint la norme. Les officiers, par contre, ont continué à être cantonnés parmi les civils jusqu'à la démolition de la forteresse en 1867. Même au XIXe siècle, à l'époque prussienne, la plupart des officiers louaient une chambre avec leur « servis », leur indemnité de logement : les propriétaires pouvaient au moins recevoir un paiement.
À ce stade, sous la garnison prussienne, la plupart des soldats n'étaient au Luxembourg que pour de courtes périodes en rapport avec leur service militaire. Les officiers aristocratiques, en revanche, étaient soumis à des règles sociales strictes. Par conséquent, les mariages mixtes entre la population civile et les soldats de la garnison étaient rares, à l’exception des sous-officiers qui étaient des militaires de carrière. Il existait une relation d'amour-haine entre les habitants et la garnison : d'un côté, il y avait de la jalousie vis-à-vis de l'exemption des soldats de certains impôts et taxes ; de l'autre, les soldats dépensaient leur salaire dans la ville et de nombreux hommes d'affaires et commerçants dépendaient de l'armée pour leur subsistance, tout comme les artisans et les journaliers qui travaillaient à l'amélioration ou à la réparation des fortifications.
Les deux groupes ont connu les mêmes conditions de vie médiocres dans la ville, telles que le manque d’eau potable et d’assainissement, ce qui a provoqué des épidémies de choléra et de typhus. La caserne était si étroite que souvent deux soldats devaient partager un lit ; les officiers, logés dans les maisons des classes supérieures, ne rencontraient pas de tels problèmes. La stratification était la même parmi les habitants : il y avait une différence marquée entre les logements sombres et exigus des pauvres de la ville basse et ceux des riches qui vivaient dans des logements de la ville haute construits par la noblesse ou le clergé.

### Animaux

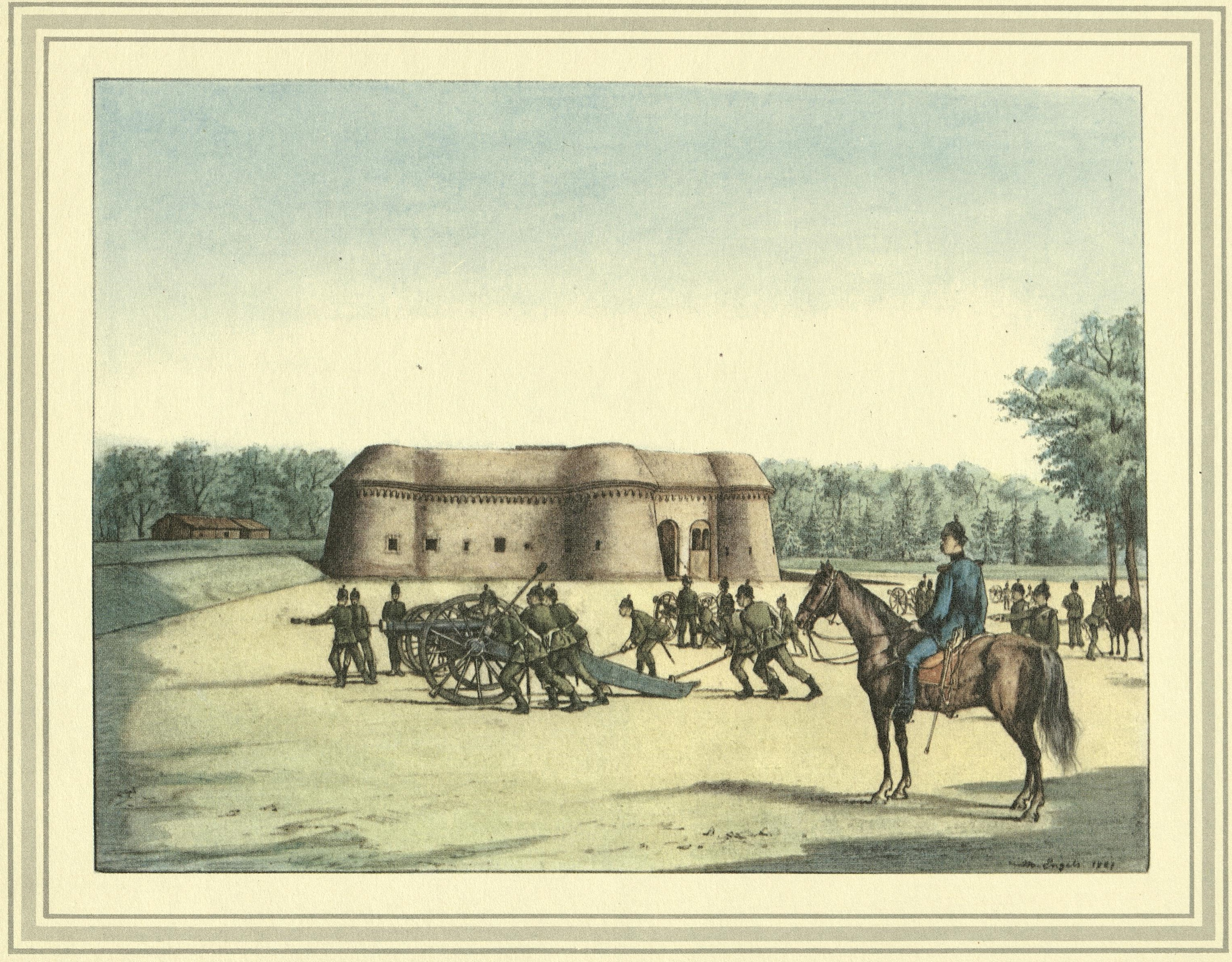
La garnison prussienne devant le fort Charles, gravure de Michel Engels (1851-1901).

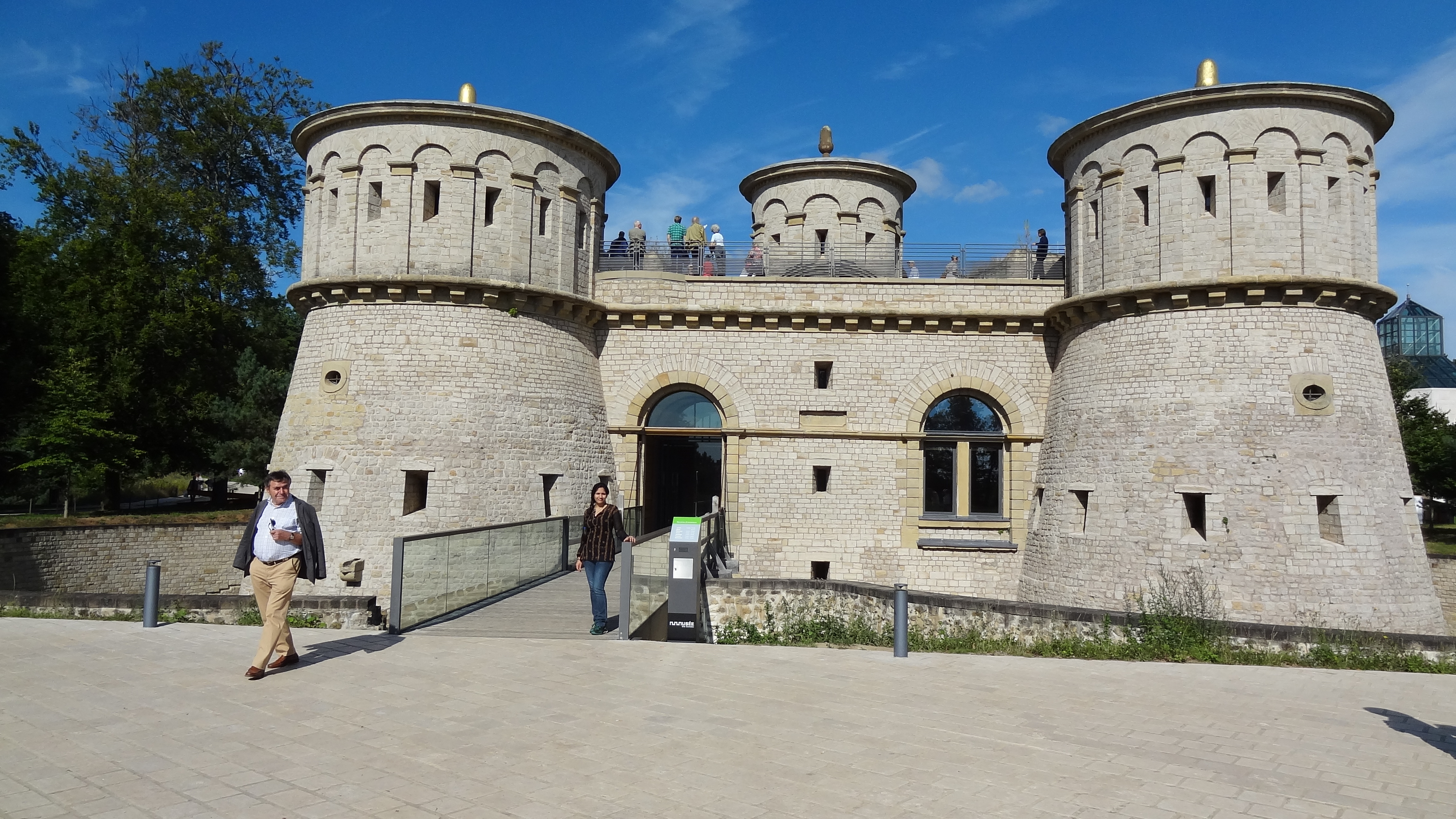
Le fort Thüngen.

Les animaux étaient indispensables pour entretenir et gérer une forteresse et nourrir sa garnison. Les chevaux de trait étaient nécessaires, tandis que les bovins, les moutons ou d’autres animaux étaient nécessaires à l’abattage.
En 1814, les rez-de-chaussée de la caserne Rham, de la caserne Maria Theresa et de la caserne d'équitation ont été rénovés et transformés en écuries. Sur les cinq bâtiments de stockage de céréales et de farine construits en 1795, celui de la ville haute servit d'étable. Ensemble, ils avaient une capacité de 386 chevaux. À la fin de 1819, l'artillerie avait besoin d'un nouveau manège pour entraîner un grand nombre de nouveaux chevaux livrés. Pour cela, ils ont voulu utiliser le jardin d'un ancien monastère du plateau Saint-Esprit. En 1835, un manège couvert dans la cour inférieure du plateau était achevé. Cela permettait de former un escadron et pouvait servir de hangar à bétail ou de fourrage en temps de guerre.
Outre les chevaux de garde du détachement de cavalerie et des officiers, un grand nombre de chevaux de trait appartenaient à l'artillerie et aux ingénieurs militaires pour assurer les approvisionnements. En cas d'urgence ou lorsqu'un transport à grande échelle était nécessaire, des contrats ont été signés avec des sociétés de transport privées. Le moulin du Cavalier Camus, qui produisait suffisamment de farine pour 1 500 portions de pain, nécessitait 24 chevaux pour fonctionner. Des unités d'artillerie à cheval étaient prêtes pour le renforcement rapide de sections de forteresses en danger ou pour soutenir une évasion. En 1859, le Luxembourg possédait huit canons à traction hippomobile avec 38 chevaux. Il fallait aussi des chevaux supplémentaires pour transporter les munitions, ainsi que pour l'équitation et comme réserves.
Il fallait trouver un espace de stockage pour le fourrage des animaux. Après 1814, l'avoine était stockée dans les églises restantes. La paille posait problème, car elle risquait de prendre feu. Il devait être stocké soit dans les tranchées du front de la plaine, à Pfaffenthal, soit dans les quartiers inférieurs du Grund et de Clausen. Les animaux de boucherie devaient être logés parmi les habitants, les jardins du Grund et de Pfaffenthal étant réservés au bétail.
Les animaux pouvaient également être une source de revenus pour les militaires: déjà sous les Français, les autorités de la forteresse ont vendu les droits de pâturage sur les zones herbeuses du Glacis. En raison du laxisme dans la surveillance des pâturages, cependant, en 1814, certains des troupeaux n'étaient plus reconnaissables en tant que tels.

## Commandants militaires
Le commandement militaire de la forteresse fut assuré successivement par :
- Armée impériale des Pays-Bas autrichiens :
  - 1785 - 1795 : Blaise Colomban de Bender

- Armée française :
  - 1802 : Louis Antoine Vimeux

- Armée prussienne :
  - 1814 : Franz Josef Desfours
  - 1815 : Friedrich Ferdinand Jakob du Moulin
  - 1842 : Alexander von Wulffen (de)
  - 1850 :Leopold von Gayl (de)
  - 1852 : Ehrenfried August Kayser (de)
  - 1855 : Eduard von Olberg (de)
  - 1858 : Albrecht von Sydow
  - 1860 : Konstantin Bernhard von Voigts-Rhetz
  - 1863 : Ferdinand von Prondzynski (de)
  - 1864 : August von Stahr (de)
  - 1867 : Hermann von Hanneken (de)

## Gouverneurs
Lors de la période fédérale, la forteresse était dirigée par un gouverneur, qui n'est pas à confondre avec le gouverneur du Luxembourg, administrant l'entièreté du Grand-duché.
- 1815 : Louis-Guillaume de Hesse-Hombourg
- 1839 : Frédéric-Guillaume de Hesse (de)
- 1846 : Frédéric de Prusse
- 1852 : Heinrich von Wedel (de)
- 1860 : Eduard von Brauchitsch (de)

## Héritage

### Vestiges et utilisations ultérieures

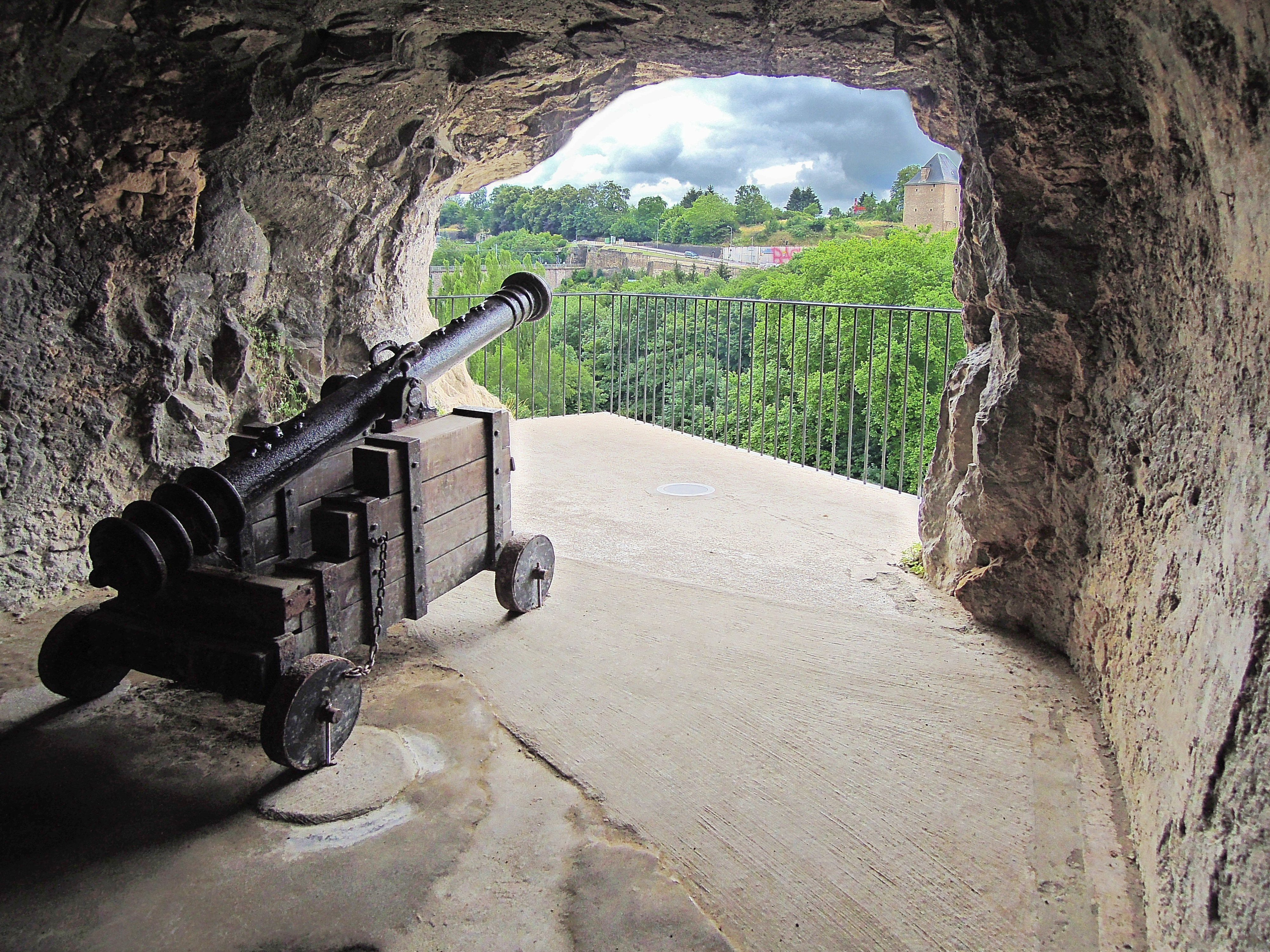
Vue depuis les casemates.

Des parties de la forteresse n'ont pas été détruites, mais simplement rendues impropres à un usage militaire. De nombreux vieux murs et tours subsistent encore et influencent encore fortement la vue de la ville. Certains des éléments restants de la forteresse sont le rocher du Bock, les tours Vauban, les « Trois tours » (l'une des anciennes portes), le fort Thüngen, les tours sur le plateau du Rham, le mur de Wenceslas, la vieille caserne de cavalerie à Pfaffenthal, la citadelle du Saint-Esprit, les casemates du Bock et de la Pétrusse,, le pont du château et certaines tourelles espagnoles. Pour son industrie touristique, la ville moderne dépend très fortement de son emplacement et de la promotion des vestiges de la forteresse et des casemates. Les promenades circulaires de Wenzel et Vauban ont été aménagées pour montrer aux visiteurs les fortifications de la ville,,,. Les anciennes fortifications et la ville sont classées au patrimoine mondial de l'UNESCO depuis 1994.
L'ancien fort Thüngen sur le plateau du Kirchberg a été lourdement restauré et abrite aujourd'hui un musée de la forteresse, le Musée Draï Eechelen.
Le fort Lambert, sur le front faisant face à la plaine, fut recouvert de terre après 1867. Sur ce site, l'avenue Monterey a été construite. En 2001, les travaux de construction d’un parking souterrain situé sous l’avenue Monterey ont permis de découvrir une partie du fort, l’une de ses redoutes, visible par le public.
Le Bastion Beck est maintenant la place de la Constitution, où se trouve l'emblématique statue de la Gëlle Fra.

### Toponymes

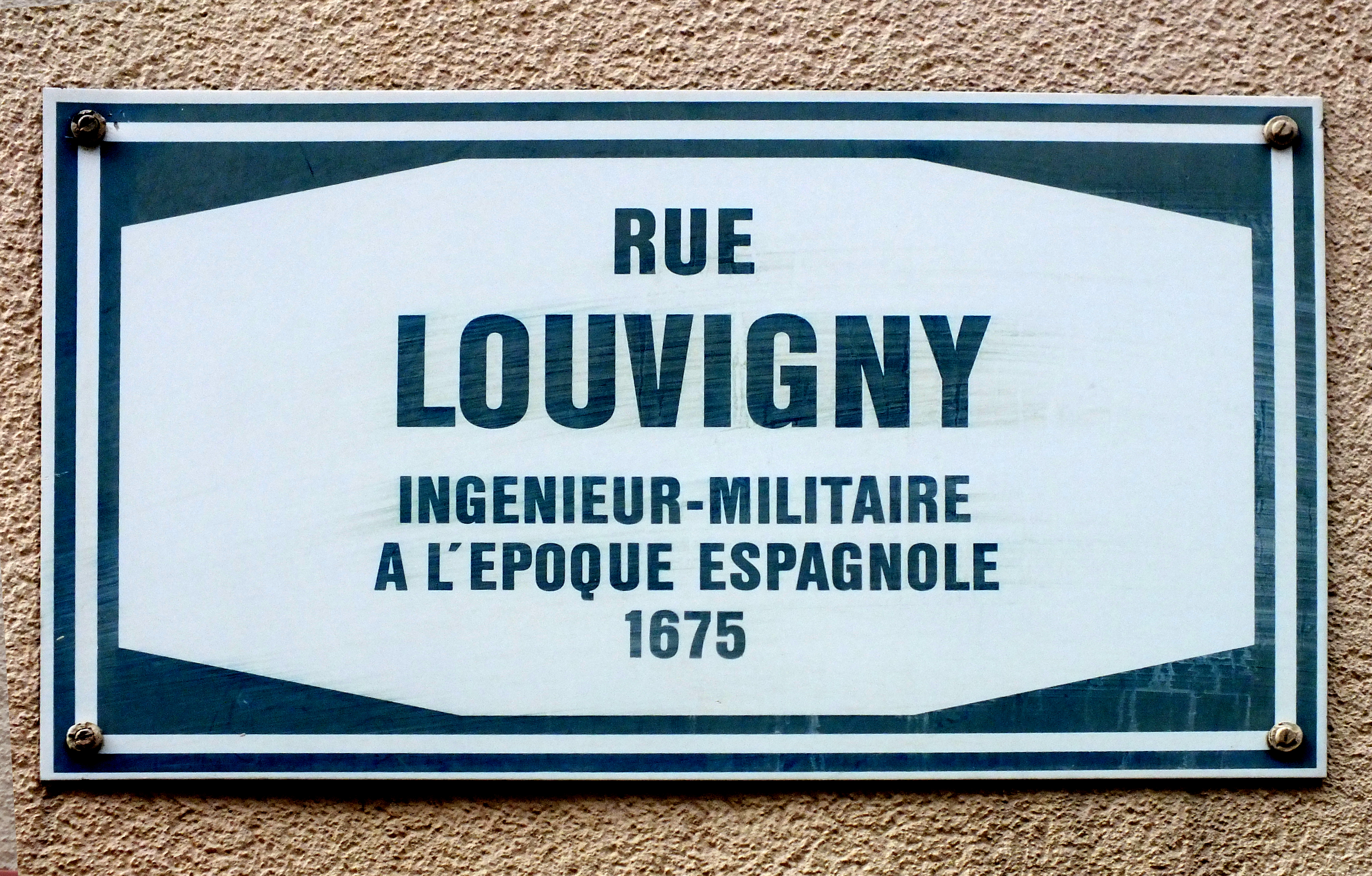
Plaque de la rue Louvigny.

De nombreux noms de rues et d'immeubles de la ville rappellent encore la fonction militaire de la ville, ses ouvrages défensifs, ainsi que les troupes et les administrateurs étrangers installés à Luxembourg :
- La rue du Fort Rheinsheim et la « Salle Rheinsheim » du Centre Convict (un lieu de rencontre pour les organisations religieuses et culturelles) ; également le siège de la « SA Maria Rheinsheim », qui administre les biens immobiliers de l'Église catholique de Luxembourg[33] ;
- La rue Louvigny et la villa Louvigny, construite sur les vestiges du fort Louvigny, nommée en l'honneur de Jean-Charles de Landas, comte de Louvigny, ingénieur en chef et gouverneur par intérim de la forteresse dans les années 1670[34] ;
- Rue du fossé ;
- Place d'Armes ;
- Rue Jean-Georges Willmar, du nom d'un gouverneur de Luxembourg (1815-1830[35]) ;
- Rue Vauban (à Clausen), d'après Sébastien Le Prestre de Vauban, l'ingénieur militaire français qui a déployé massivement les fortifications du Luxembourg[36] ;
- Le Glacis et la rue des Glacis, un glacis étant une pente de terre devant des fortifications défensives ;
- Le boulevard Kaltreis (à Bonnevoie) était autrefois appelé op der Batterie, car les troupes françaises assiégeant la ville avaient positionné leur artillerie ici en 1794[37] ;
- Sur le plateau Bourbon :
  - Rue du Fort Bourbon[38] ;
  - Rue du Fort Elisabeth[39] ;
  - Rue du Fort Wallis[40] ;
  - Rue du Fort Neipperg, d'après Wilhelm Reinhard von Neipperg, un général autrichien qui fut gouverneur du Luxembourg à cinq reprises au XVIIIe siècle[41] ;
  - Rue Bender, d'après Blasius Columban von Bender, gouverneur de 1785 à 1795[42] ;
  - Rue du Fort Wedell ;
- Sur le plateau du Kirchberg :
  - Rue des Trois Glands et rue du fort Thüngen ; le fort, qui a été en grande partie reconstruit, est constitué de trois tours, d'où son surnom de Trois glands[43] ;
  - Rue du Fort Berlaimont[44] ;
  - Rue du Fort Niedergrünewald.

### Culture
Une version locale d'une légende de Saint Nicolas (D'Seeche vum Zinniklos) fait référence au danger d'être enfermé la nuit aux portes de la forteresse. Trois garçons jouaient dehors et étaient loin de la ville lorsque le couvre-feu débute : il était trop tard pour eux de rentrer chez eux. Ils ont cherché refuge chez un boucher vivant hors de la ville. La nuit, cependant, le boucher les a tués pour les transformer en aspics. Heureusement, quelques jours plus tard, Saint-Nicolas se retrouva également enfermé en dehors de la ville et se rendit chez le même boucher. Il a trouvé les enfants et a pu les ramener à la vie.
Jean Racine, le célèbre dramaturge français, était à Luxembourg en 1687 en tant qu'historiographe de Louis XIV et inspecteur de la forteresse.
Plusieurs cartes et vues élaborées de la forteresse ont été réalisées avant 1700. En 1598, Georg Braun et Franz Hogenberg ont publié la plus ancienne vue connue de la ville de Luxembourg, une gravure sur cuivre apparue dans Civitates orbis terrarum (Cologne, 1598). Un demi-siècle plus tard, le cartographe néerlandais Joan Blaeu, s'inspirant de l'œuvre de Braun, publia son Luxemburgum dans le deuxième volume de son Stedeboek (Amsterdam, 1649). Van der Meulen fournit une autre vue du Luxembourg depuis le Limpertsberg, où il dépeint les troupes françaises prenant la ville en 1649.
Après des visites en 1824 et 1839, le paysagiste romantique britannique J.M.W. Turner (1775-1851) a peint plusieurs scènes de la forteresse. Johann Wolfgang von Goethe a visité la ville en 1792 et a réalisé un certain nombre de croquis de la forteresse. Christoph Wilhelm Selig, membre de la garnison de Hesse (1814-1815), a peint plusieurs aquarelles. Plus tard, la forteresse servit de modèle aux Luxembourgeois Michel Engels, Nicolas Liez et Jean-Baptiste Fresez. Même après le démantèlement des fortifications en 1867, les vestiges spectaculaires ont toujours été utilisés comme motifs par des artistes tels que Joseph Kutter ou Sosthène Weis.

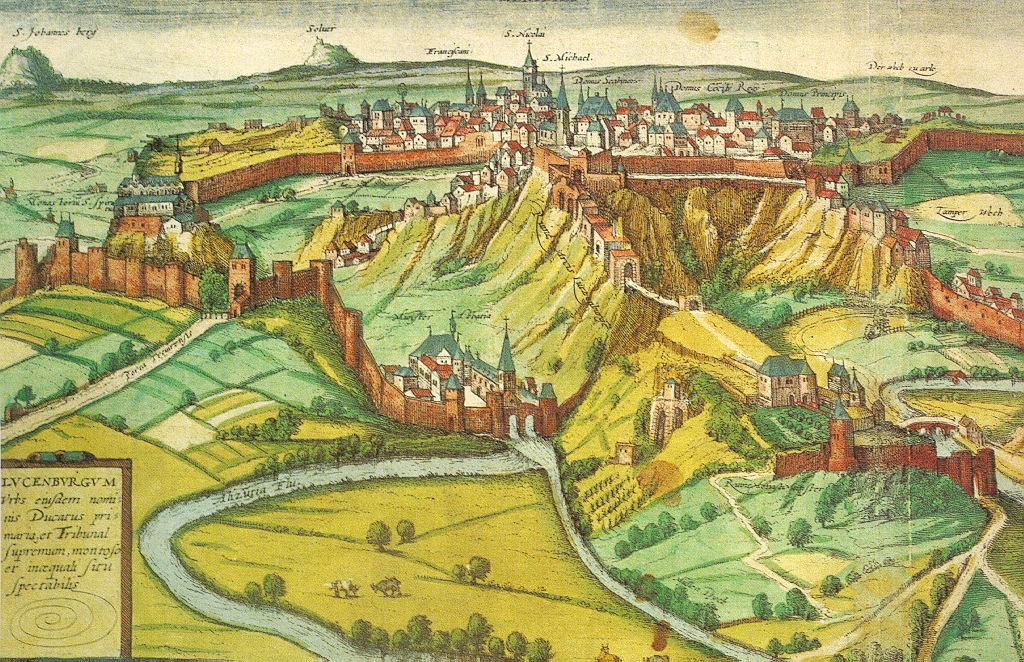
Georg Braun, Franz Hogenberg : Luxembourg-ville (1598)
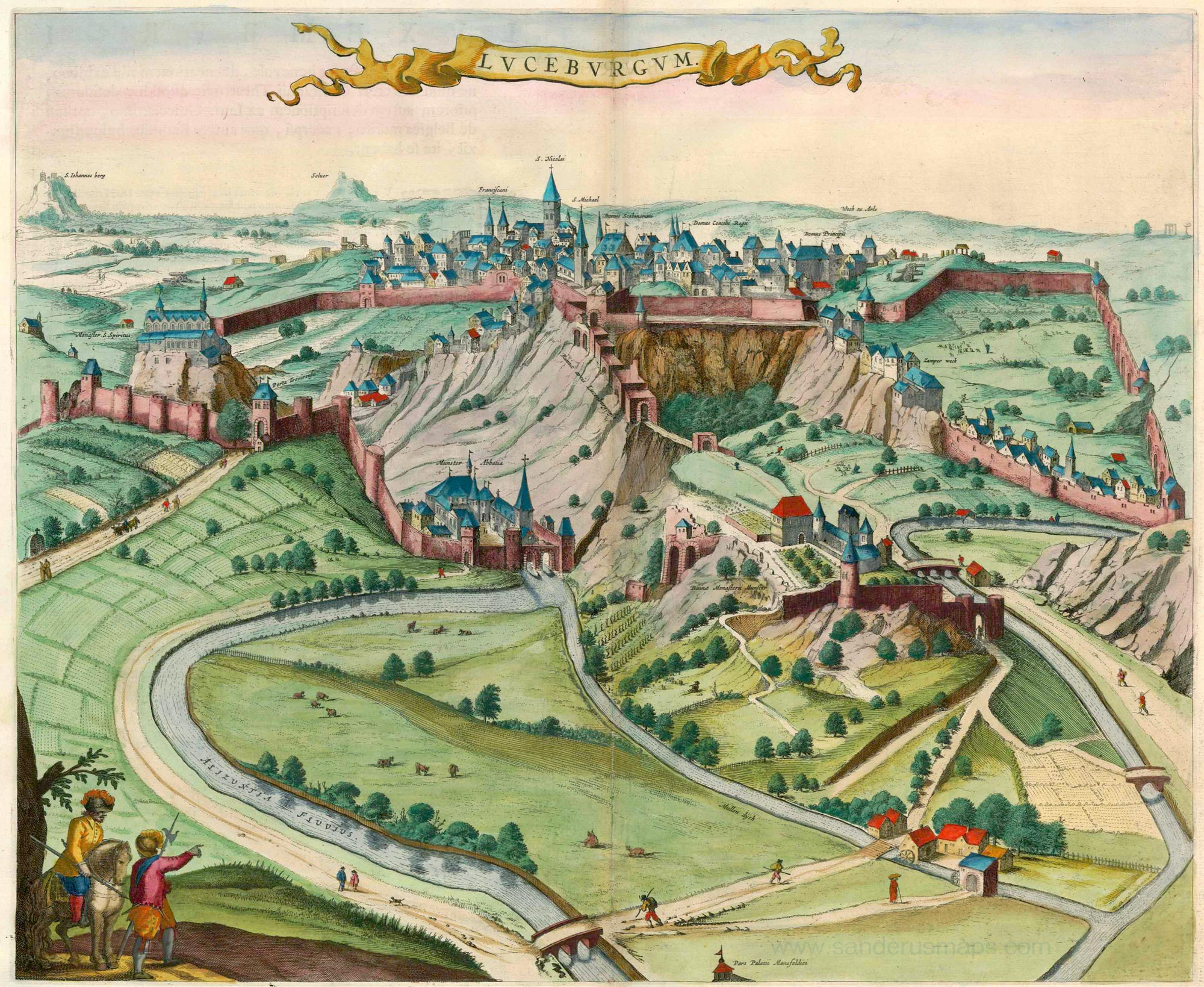
Joan Blaeu : Luxembourg-ville (1649)
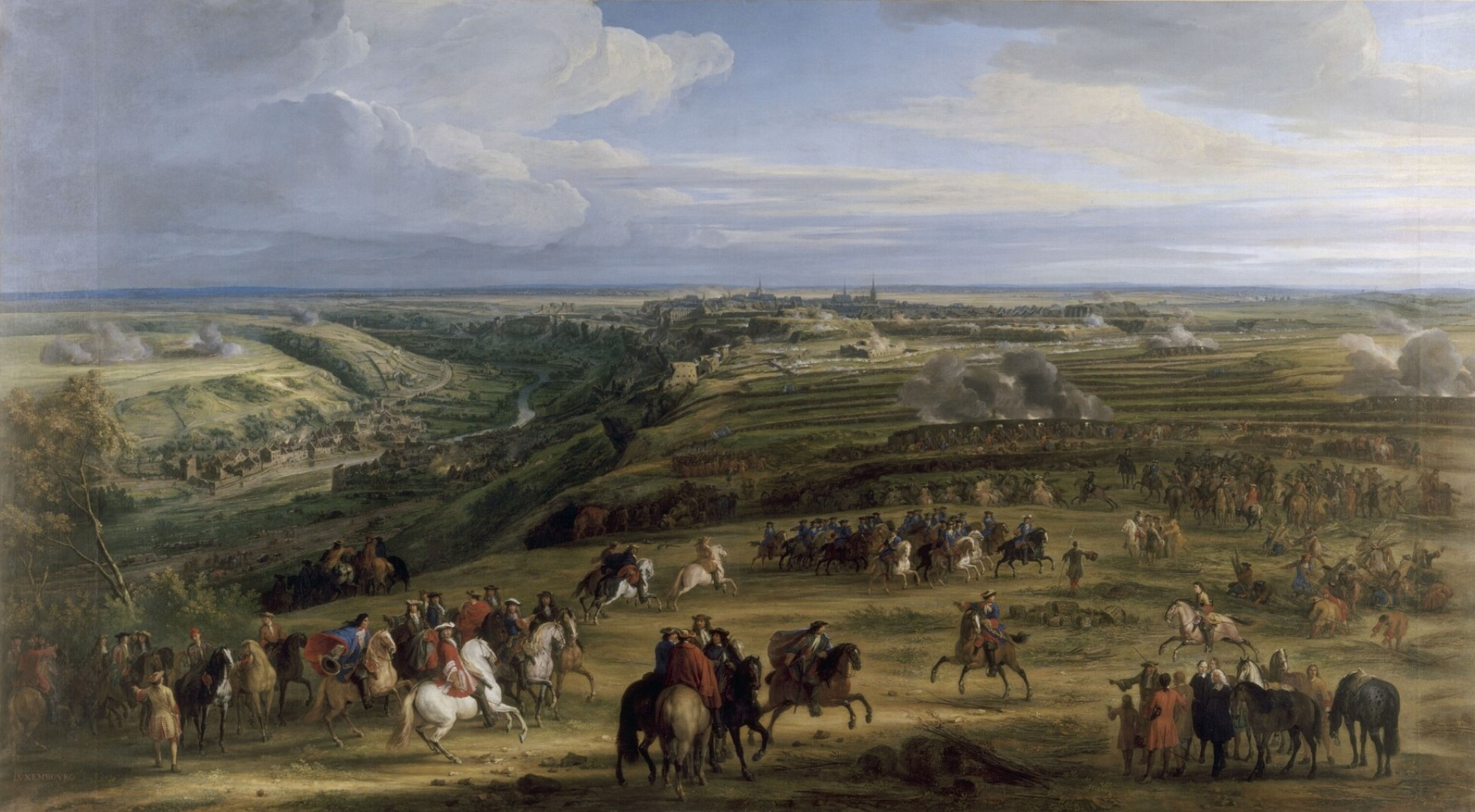
Van der Meulen : Prise de Luxembourg (1684)
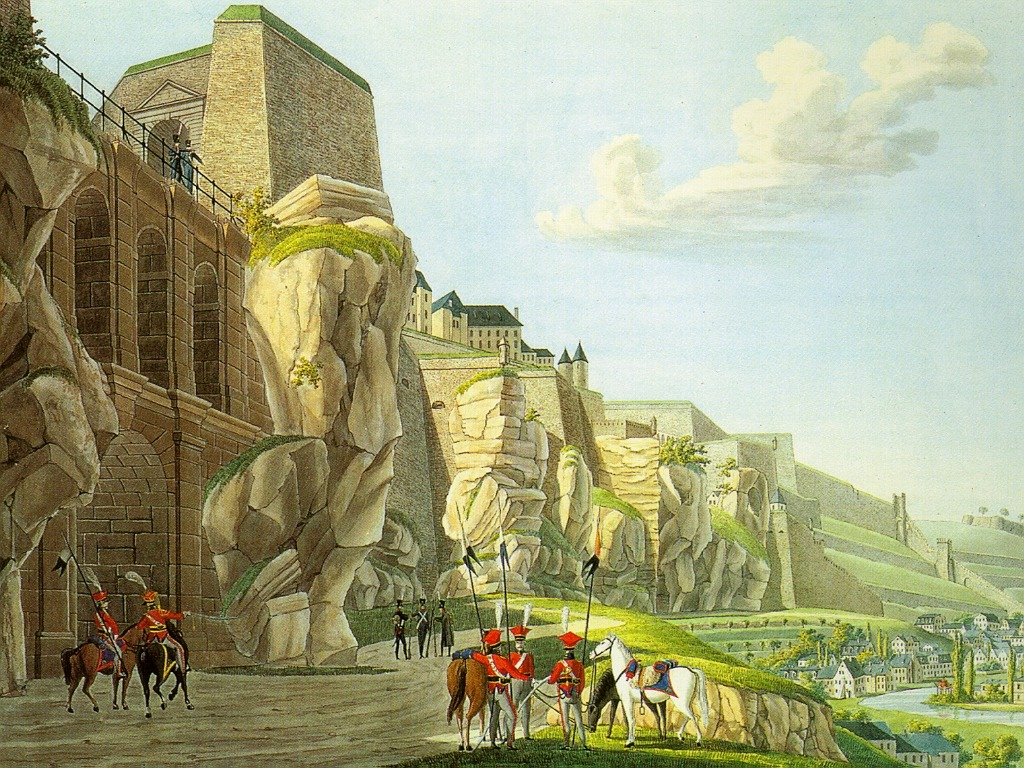
Christoph Wilhelm Selig : Luxembourg depuis le Pfaffenthal (1814)
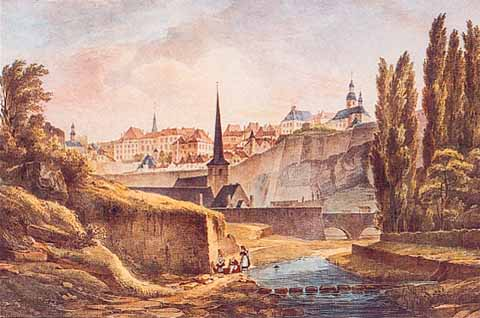
Jean-Baptiste Fresez : Luxembourg depuis l'Alzette (c. 1828)
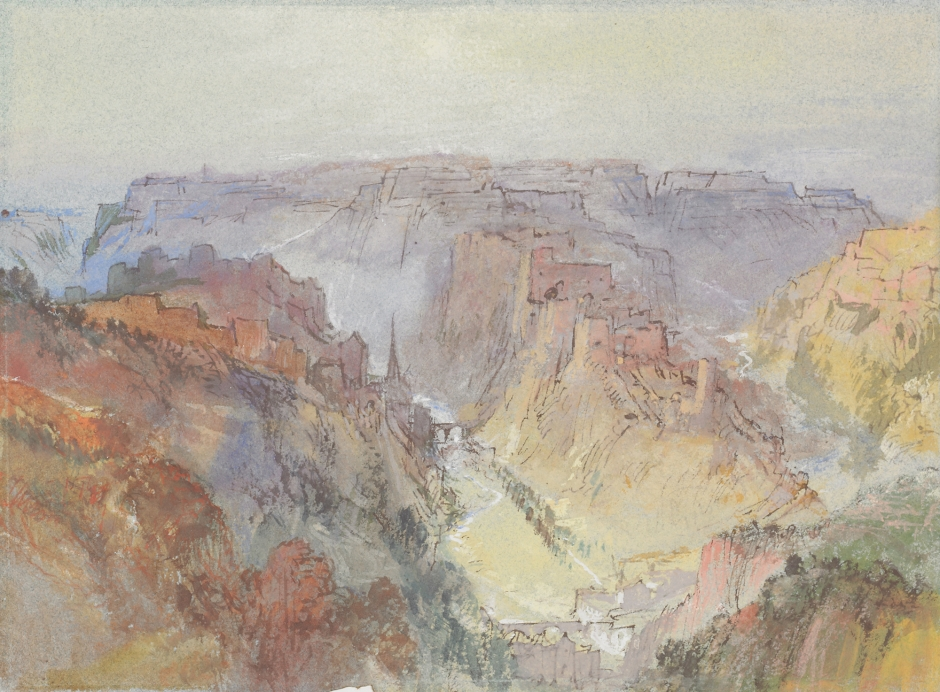
J. M. W. Turner : Luxembourg (1834)
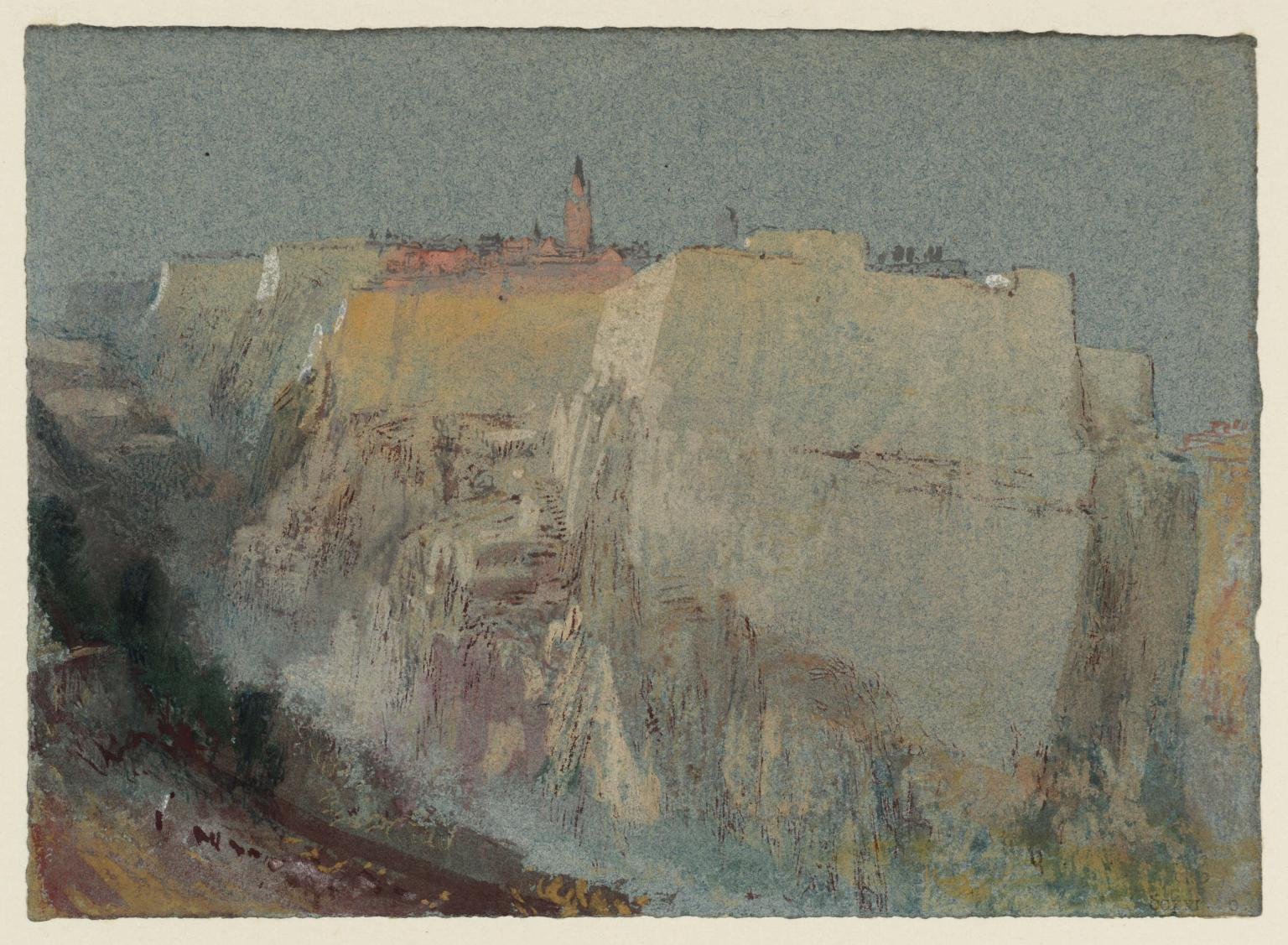
J. M. W. Turner : Citadelle du Saint-Esprit, Luxembourg (c. 1839)
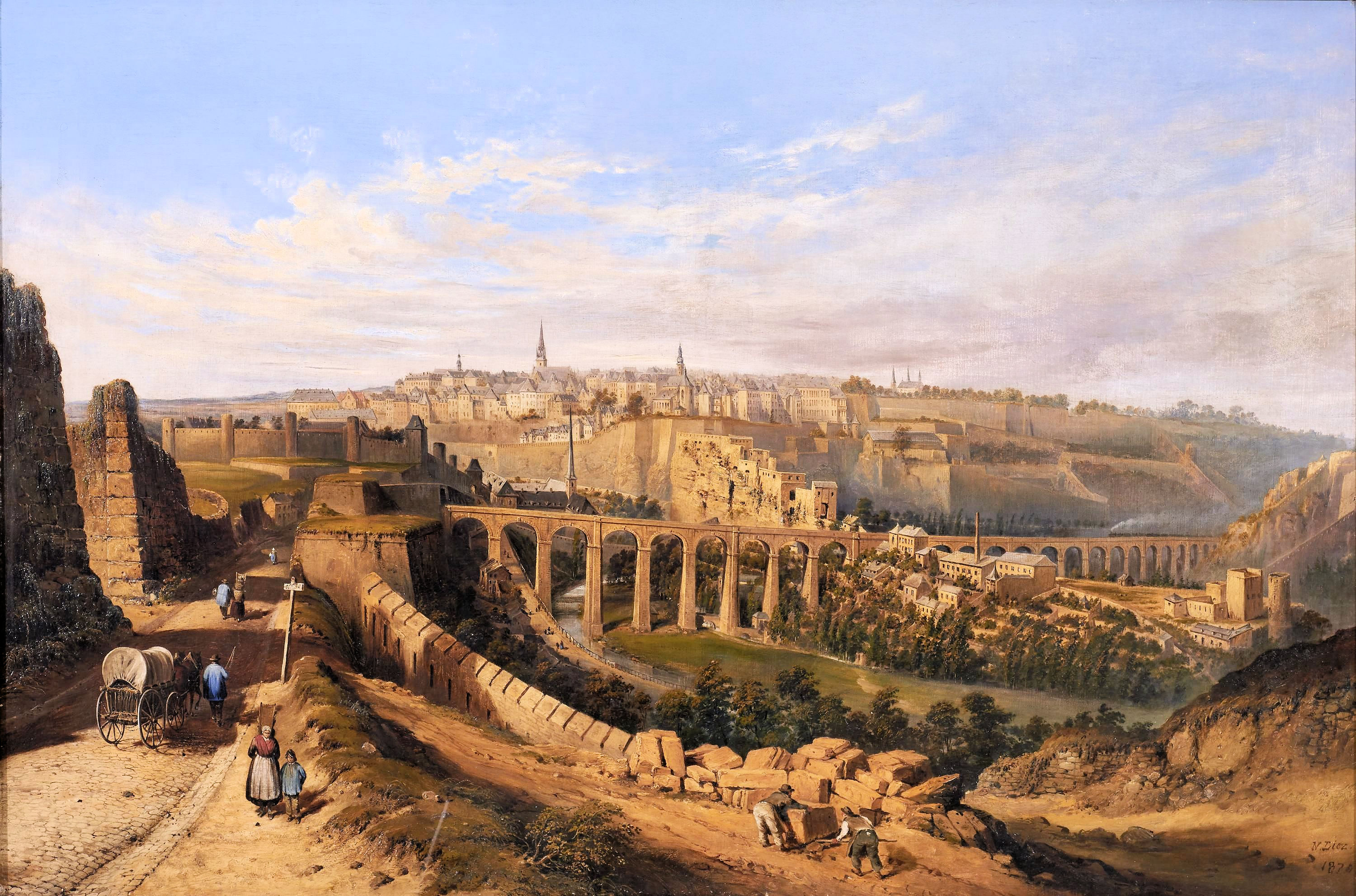
Nicolas Liez : Vue de la ville de Luxembourg depuis le Fetschenhof (1870)
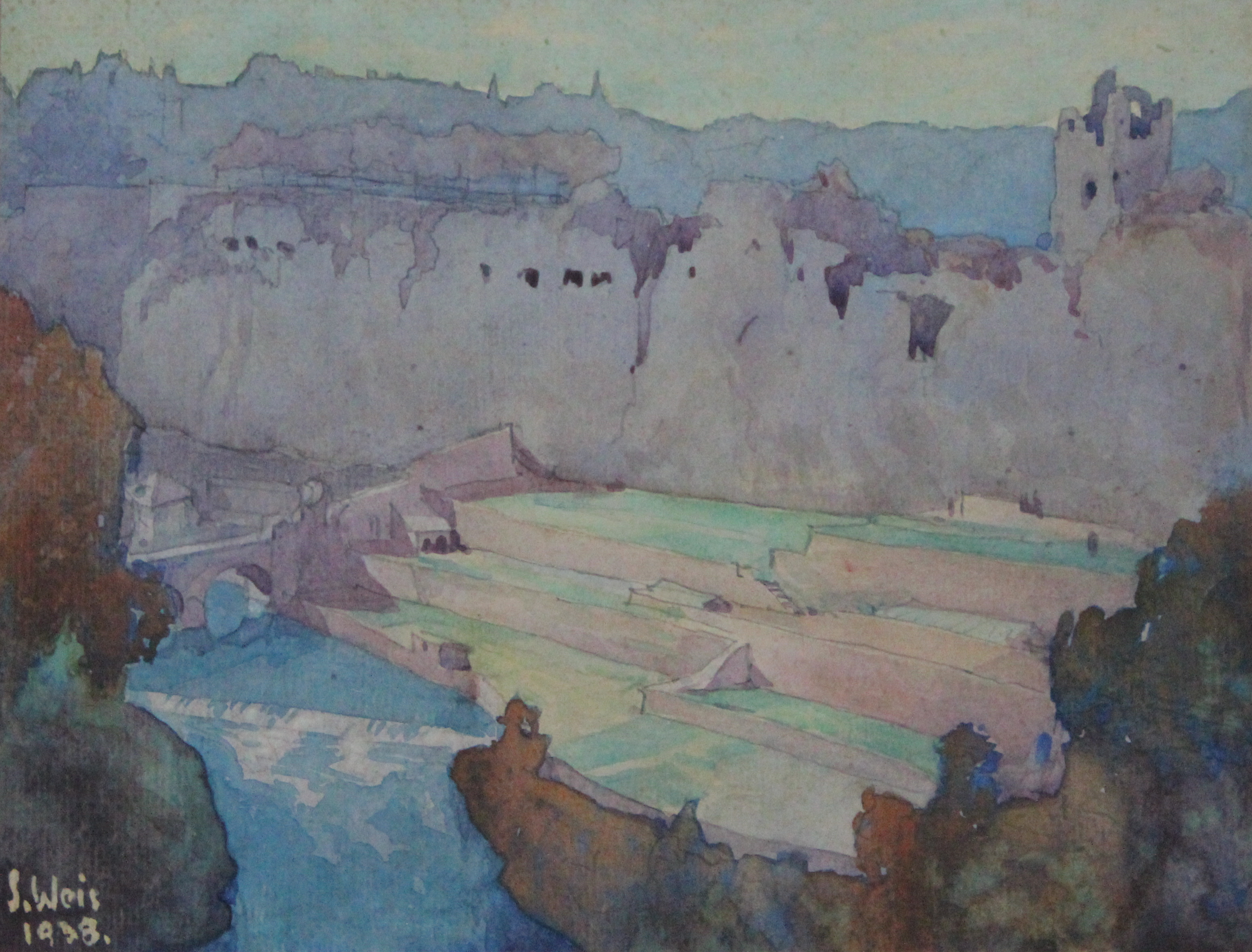
Sosthène Weis : Rocher du Bock (1938)